# Deputati della XV legislatura della Repubblica Italiana
Questo elenco riporta i nomi dei deputati della XV legislatura della Repubblica Italiana dopo le elezioni politiche del 2006.

## Gruppi

### Consistenza dei gruppi
| Gruppi parlamentari                          | Inizio | 2006 | 2007 | 2008 |
| -------------------------------------------- | ------ | ---- | ---- | ---- |
| L'Ulivo / Partito Democratico                | 218    | 218  | 196  | 194  |
| Forza Italia                                 | 134    | 133  | 133  | 131  |
| Alleanza Nazionale                           | 72     | 72   | 68   | 68   |
| Rifondazione Comunista                       | 41     | 41   | 40   | 40   |
| Unione dei Democratici Cristiani e di Centro | 39     | 38   | 38   | 36   |
| Lega Nord                                    | 23     | 23   | 22   | 22   |
| Italia dei Valori                            | 20     | 19   | 17   | 17   |
| Rosa nel Pugno                               | 18     | 18   | 17   | 21   |
| Partito dei Comunisti Italiani               | 16     | 16   | 17   | 17   |
| Federazione dei Verdi                        | 16     | 16   | 15   | 15   |
| Unione Democratici per l'Europa              | 14     | 14   | 14   | 11   |
| DCA-Nuovo PSI                                | 6      | 6    | 6    | 5    |
| Sinistra Democratica                         | -      | -    | 20   | 20   |
| Gruppo misto                                 | 13     | 16   | 27   | 33   |
| • Minoranze linguistiche                     | 5      | 5    | 5    | 5    |
| • Movimento per l'Autonomia                  | 5      | 5    | 6    | 6    |
| • La Destra                                  | -      | -    | 4    | 4    |
| • PRI-PLI-Riformatori                        | -      | -    | 3    | -    |
| • Socialisti per la Costituente              | -      | -    | 3    | -    |
| • Non iscritti                               | 3      | 6    | 6    | 18   |
| Totale                                       | 630    | 630  | 630  | 630  |

### Capigruppo
| Gruppo parlamentare                       | Presidente                    |
| ----------------------------------------- | ----------------------------- |
| Rifondazione Comunista - Sinistra Europea | Gennaro Migliore              |
| Partito Democratico                       | Antonio Giuseppe Soro         |
| Sinistra Democratica                      | Teresa Maria Di Salvo         |
| Forza Italia                              | Elio Vito                     |
| Alleanza Nazionale                        | Ignazio Benito Maria La Russa |
| Partito dei Comunisti Italiani            | Cosimo Giuseppe Sgobio        |
| Unione di Centro                          | Luca Volontè                  |
| Lega Nord e Autonomie                     | Roberto Ernesto Maroni        |
| Federazione dei Verdi                     | Angelo Bonelli                |
| Popolari UDEUR                            | Mauro Fabris                  |
| Rosa nel Pugno                            | Roberto Villetti              |
| Italia dei Valori                         | Massimo Donadi                |
| Democrazia Cristiana per le Autonomie     | Paolo Cirino Pomicino         |
| Gruppo misto                              | Siegfried Brugger             |

## Ufficio di presidenza

### Presidente
- Fausto Bertinotti (PRC)

### Vicepresidenti
- Pierluigi Castagnetti (PD)
- Carlo Leoni (SD)
- Giulio Carlo Danilo Tremonti (FI)
- Giorgia Meloni (AN)

### Questori
- Severino Galante (PdCI)
- Gabriele Albonetti (PD)
- Francesco Colucci (FI)

### Segretari
- Renzo Lusetti (PD)
- Caterina De Simone (PRC)
- Giuseppe Fallica (FI)
- Mariza Antonietta Bafile (PD)
- Rino Piscitello (PD)
- Antonio Mazzocchi (AN)
- Valentina Aprea (FI)
- Teodoro Buontempo (La Destra)
- Giuseppe Galati (UdC)
- Giacomo Stucchi (Lega)
- Giuseppe Maria Reina (Misto)
- Marco Boato (I Verdi)
- Giuseppe Ennio Morrone (UDEUR)
- Sergio D'Elia (RnP)
- Silvana Mura (IdV)

## Composizione storica
| Deputato                          | Circoscrizione                               | Gruppo a inizio legislatura (lista di elezione) | Gruppo a inizio legislatura (lista di elezione) |
| --------------------------------- | -------------------------------------------- | ----------------------------------------------- | ----------------------------------------------- |
| Maurizio Acerbo                   | Abruzzo                                      |                                                 | Partito della Rifondazione Comunista            |
| Nicola Adamo                      | Calabria                                     |                                                 | Partito Democratico                             |
| Francesco Adenti                  | Lombardia 3                                  |                                                 | UDEUR                                           |
| Vittorio Adolfo                   | Liguria                                      |                                                 | Unione di Centro                                |
| Ferdinando Adornato               | Veneto 2                                     |                                                 | Forza Italia                                    |
| Paolo Affronti                    | Campania 1                                   |                                                 | UDEUR                                           |
| Marco Airaghi                     | Lombardia 2                                  |                                                 | Alleanza Nazionale                              |
| Gabriele Albonetti                | Emilia-Romagna                               |                                                 | Partito Democratico                             |
| Giovanni Alemanno                 | Lazio 1                                      |                                                 | Alleanza Nazionale                              |
| Angelo Alessandri                 | Emilia-Romagna                               |                                                 | Lega Nord                                       |
| Angelino Alfano                   | Sicilia 1                                    |                                                 | Forza Italia                                    |
| Ciro Alfano                       | Campania 1                                   |                                                 | Unione di Centro                                |
| Gioacchino Alfano                 | Campania 1                                   |                                                 | Forza Italia                                    |
| Stefano Allasia                   | Piemonte 1                                   |                                                 | Lega Nord                                       |
| Giuliano Amato                    | Toscana                                      |                                                 | Partito Democratico                             |
| Sesa Amici                        | Lazio 2                                      |                                                 | Partito Democratico                             |
| Francesco Maria Amoruso           | Puglia                                       |                                                 | Alleanza Nazionale                              |
| Giuseppe Angeli                   | Estero - America meridionale                 |                                                 | Alleanza Nazionale                              |
| Rapisardo Antinucci               | Lazio 1                                      |                                                 | Rosa nel Pugno (SDI)                            |
| Valentina Aprea                   | Lombardia 1                                  |                                                 | Forza Italia                                    |
| Sabatino Aracu                    | Abruzzo                                      |                                                 | Forza Italia                                    |
| Pietro Armani                     | Lombardia 2                                  |                                                 | Alleanza Nazionale                              |
| Maria Teresa Armosino             | Piemonte 2                                   |                                                 | Forza Italia                                    |
| Filippo Ascierto                  | Veneto 1                                     |                                                 | Alleanza Nazionale                              |
| Giuseppe Astore                   | Emilia-Romagna                               |                                                 | Italia dei Valori                               |
| Antonio Attili                    | Sardegna                                     |                                                 | Partito Democratico                             |
| Raffaele Aurisicchio              | Campania 2                                   |                                                 | Partito Democratico                             |
| Claudio Azzolini                  | Campania 1                                   |                                                 | Forza Italia                                    |
| Mariza Bafile                     | Estero - America meridionale                 |                                                 | Partito Democratico                             |
| Giacomo Baiamonte                 | Sicilia 1                                    |                                                 | Forza Italia                                    |
| Simone Baldelli                   | Marche                                       |                                                 | Forza Italia                                    |
| Fulvia Bandoli                    | Lazio 2                                      |                                                 | Partito Democratico                             |
| Lucio Barani                      | Toscana                                      |                                                 | Democrazia Cristiana con Rotondi-NPSI (NPSI)    |
| Fabio Baratella                   | Veneto 1                                     |                                                 | Partito Democratico                             |
| Mario Barbi                       | Piemonte 2                                   |                                                 | Partito Democratico                             |
| Emerenzio Barbieri                | Emilia-Romagna                               |                                                 | Unione di Centro                                |
| Felice Belisario                  | Sicilia 2                                    |                                                 | Italia dei Valori                               |
| Teresa Bellanova                  | Puglia                                       |                                                 | Partito Democratico                             |
| Katia Bellillo                    | Piemonte 1                                   |                                                 | Partito dei Comunisti Italiani                  |
| Luca Bellotti                     | Veneto 1                                     |                                                 | Alleanza Nazionale                              |
| Marco Beltrandi                   | Campania 2                                   |                                                 | Rosa nel Pugno (PR)                             |
| Domenico Benedetti Valentini      | Umbria                                       |                                                 | Alleanza Nazionale                              |
| Romolo Benvenuto                  | Liguria                                      |                                                 | Partito Democratico                             |
| Rosalba Benzoni                   | Lombardia 2                                  |                                                 | Partito Democratico                             |
| Silvio Berlusconi                 | Campania 1                                   |                                                 | Forza Italia                                    |
| Maurizio Bernardo                 | Lombardia 3                                  |                                                 | Forza Italia                                    |
| Massimo Maria Berruti             | Lombardia 2                                  |                                                 | Forza Italia                                    |
| Pier Luigi Bersani                | Emilia-Romagna                               |                                                 | Partito Democratico                             |
| Fausto Bertinotti                 | Piemonte 1                                   |                                                 | Partito della Rifondazione Comunista            |
| Isabella Bertolini                | Emilia-Romagna                               |                                                 | Forza Italia                                    |
| Giacomo Bezzi                     | Trentino-Alto Adige                          |                                                 | Gruppo misto/ML (PATT)                          |
| Dorina Bianchi                    | Calabria                                     |                                                 | Partito Democratico                             |
| Gerardo Bianco                    | Campania 1                                   |                                                 | Partito Democratico                             |
| Michaela Biancofiore              | Trentino-Alto Adige                          |                                                 | Forza Italia                                    |
| Franca Bimbi                      | Veneto 2                                     |                                                 | Partito Democratico                             |
| Rosy Bindi                        | Toscana                                      |                                                 | Partito Democratico                             |
| Marco Boato                       | Trentino-Alto Adige                          |                                                 | Federazione dei Verdi                           |
| Italo Bocchino                    | Campania 2                                   |                                                 | Alleanza Nazionale                              |
| Giampiero Bocci                   | Umbria                                       |                                                 | Partito Democratico                             |
| Mariella Bocciardo                | Lombardia 1                                  |                                                 | Forza Italia                                    |
| Stefano Boco                      | Calabria                                     |                                                 | Federazione dei Verdi                           |
| Lorenzo Bodega                    | Lombardia 2                                  |                                                 | Lega Nord                                       |
| Costantino Boffa                  | Campania 2                                   |                                                 | Partito Democratico                             |
| Paolo Bonaiuti                    | Toscana                                      |                                                 | Forza Italia                                    |
| Sandro Bondi                      | Campania 2                                   |                                                 | Forza Italia                                    |
| Angelo Bonelli                    | Lazio 1                                      |                                                 | Federazione dei Verdi                           |
| Giulia Bongiorno                  | Lazio 1                                      |                                                 | Alleanza Nazionale                              |
| Emma Bonino                       | Veneto 2                                     |                                                 | Rosa nel Pugno (PR)                             |
| Margherita Boniver                | Piemonte 1                                   |                                                 | Forza Italia                                    |
| Nicola Bono                       | Sicilia 2                                    |                                                 | Alleanza Nazionale                              |
| Michele Bordo                     | Puglia                                       |                                                 | Partito Democratico                             |
| Antonio Borghesi                  | Veneto 1                                     |                                                 | Italia dei Valori                               |
| Gabriele Boscetto                 | Liguria                                      |                                                 | Forza Italia                                    |
| Enrico Boselli                    | Sicilia 2                                    |                                                 | Rosa nel Pugno (SDI)                            |
| Francesco Bosi                    | Toscana                                      |                                                 | Unione di Centro                                |
| Aldo Brancher                     | Veneto 1                                     |                                                 | Forza Italia                                    |
| Sandro Brandolini                 | Emilia-Romagna                               |                                                 | Partito Democratico                             |
| Gianclaudio Bressa                | Trentino-Alto Adige                          |                                                 | Partito Democratico                             |
| Federico Bricolo                  | Veneto 1                                     |                                                 | Lega Nord                                       |
| Matteo Brigandì                   | Lombardia 2                                  |                                                 | Lega Nord                                       |
| Carmelo Briguglio                 | Sicilia 2                                    |                                                 | Alleanza Nazionale                              |
| Siegfried Brugger                 | Trentino-Alto Adige                          |                                                 | Gruppo misto/ML (SVP)                           |
| Donato Bruno                      | Puglia                                       |                                                 | Forza Italia                                    |
| Francesco Brusco                  | Campania 2                                   |                                                 | Forza Italia                                    |
| Gino Bucchino                     | Estero - America settentrionale e centrale   |                                                 | Partito Democratico                             |
| Miloš Budin                       | Friuli-Venezia Giulia                        |                                                 | Partito Democratico                             |
| Enrico Buemi                      | Piemonte 1                                   |                                                 | Rosa nel Pugno (SDI)                            |
| Gloria Buffo                      | Lombardia 2                                  |                                                 | Partito Democratico                             |
| Salvatore Buglio                  | Lombardia 2                                  |                                                 | Rosa nel Pugno (SDI)                            |
| Antonio Buonfiglio                | Puglia                                       |                                                 | Alleanza Nazionale                              |
| Teodoro Buontempo                 | Abruzzo                                      |                                                 | Alleanza Nazionale                              |
| Gianfranco Burchiellaro           | Lombardia 3                                  |                                                 | Partito Democratico                             |
| Alberto Burgio                    | Lombardia 3                                  |                                                 | Partito della Rifondazione Comunista            |
| Paolo Cacciari                    | Veneto 2                                     |                                                 | Partito della Rifondazione Comunista            |
| Giuseppe Caldarola                | Puglia                                       |                                                 | Partito Democratico                             |
| Marco Calgaro                     | Piemonte 1                                   |                                                 | Partito Democratico                             |
| Battista Caligiuri                | Calabria                                     |                                                 | Forza Italia                                    |
| Giorgio Calò                      | Lombardia 1                                  |                                                 | Italia dei Valori                               |
| Cesare Campa                      | Veneto 2                                     |                                                 | Forza Italia                                    |
| Luigi Cancrini                    | Lazio 1                                      |                                                 | Partito dei Comunisti Italiani                  |
| Salvatore Cannavò                 | Lazio 1                                      |                                                 | Partito della Rifondazione Comunista            |
| Davide Caparini                   | Lombardia 2                                  |                                                 | Lega Nord                                       |
| Daniele Capezzone                 | Sicilia 1                                    |                                                 | Rosa nel Pugno (PR)                             |
| Luisa Capitanio Santolini         | Umbria                                       |                                                 | Unione di Centro                                |
| Angelo Capodicasa                 | Sicilia 1                                    |                                                 | Partito Democratico                             |
| Gino Capotosti                    | Umbria                                       |                                                 | UDEUR                                           |
| Marco Cappato                     | Piemonte 2                                   |                                                 | Rosa nel Pugno (PR)                             |
| Giovanni Carbonella               | Puglia                                       |                                                 | Partito Democratico                             |
| Salvatore Cardinale               | Sicilia 1                                    |                                                 | Partito Democratico                             |
| Mara Carfagna                     | Campania 2                                   |                                                 | Forza Italia                                    |
| Gabriella Carlucci                | Puglia                                       |                                                 | Forza Italia                                    |
| Enzo Carra                        | Lazio 1                                      |                                                 | Partito Democratico                             |
| Giorgio Carta                     | Basilicata                                   |                                                 | Partito Democratico                             |
| Francesco Saverio Caruso          | Calabria                                     |                                                 | Partito della Rifondazione Comunista            |
| Luigi Casero                      | Lombardia 1                                  |                                                 | Forza Italia                                    |
| Pier Ferdinando Casini            | Lombardia 1                                  |                                                 | Unione di Centro                                |
| Arnold Cassola                    | Estero - Europa                              |                                                 | Federazione dei Verdi                           |
| Pierluigi Castagnetti             | Emilia-Romagna                               |                                                 | Partito Democratico                             |
| Carla Castellani                  | Abruzzo                                      |                                                 | Alleanza Nazionale                              |
| Giuseppina Castiello              | Campania 1                                   |                                                 | Alleanza Nazionale                              |
| Basilio Catanoso                  | Sicilia 2                                    |                                                 | Alleanza Nazionale                              |
| Giampiero Catone                  | Lombardia 2                                  |                                                 | Democrazia Cristiana con Rotondi-NPSI (DCA)     |
| Fiorella Ceccacci Rubino          | Lazio 1                                      |                                                 | Forza Italia                                    |
| Franco Ceccuzzi                   | Toscana                                      |                                                 | Partito Democratico                             |
| Pier Paolo Cento                  | Emilia-Romagna                               |                                                 | Federazione dei Verdi                           |
| Remigio Ceroni                    | Marche                                       |                                                 | Forza Italia                                    |
| Lorenzo Cesa                      | Lombardia 2                                  |                                                 | Unione di Centro                                |
| Bruno Cesario                     | Campania 1                                   |                                                 | Partito Democratico                             |
| Luigi Cesaro                      | Campania 1                                   |                                                 | Forza Italia                                    |
| Rosalba Cesini                    | Marche                                       |                                                 | Partito dei Comunisti Italiani                  |
| Mauro Chianale                    | Piemonte 1                                   |                                                 | Partito Democratico                             |
| Franca Chiaromonte                | Campania 2                                   |                                                 | Partito Democratico                             |
| Giuseppe Chicchi                  | Emilia-Romagna                               |                                                 | Partito Democratico                             |
| Vannino Chiti                     | Toscana                                      |                                                 | Partito Democratico                             |
| Massimo Cialente                  | Abruzzo                                      |                                                 | Partito Democratico                             |
| Fabrizio Cicchitto                | Lazio 1                                      |                                                 | Forza Italia                                    |
| Carlo Ciccioli                    | Marche                                       |                                                 | Alleanza Nazionale                              |
| Salvatore Cicu                    | Sardegna                                     |                                                 | Forza Italia                                    |
| Luciano Ciocchetti                | Lazio 1                                      |                                                 | Unione di Centro                                |
| Sandra Cioffi                     | Lombardia 3                                  |                                                 | UDEUR                                           |
| Edmondo Cirielli                  | Campania 2                                   |                                                 | Alleanza Nazionale                              |
| Paolo Cirino Pomicino             | Campania 1                                   |                                                 | Democrazia Cristiana con Rotondi-NPSI (DCA)     |
| Lucia Codurelli                   | Lombardia 2                                  |                                                 | Partito Democratico                             |
| Luigi Cogodi                      | Sardegna                                     |                                                 | Partito della Rifondazione Comunista            |
| Andrea Colasio                    | Veneto 1                                     |                                                 | Partito Democratico                             |
| Francesco Colucci                 | Lombardia 1                                  |                                                 | Forza Italia                                    |
| Angelo Compagnon                  | Friuli-Venezia Giulia                        |                                                 | Unione di Centro                                |
| Giuseppe Consolo                  | Lazio 1                                      |                                                 | Alleanza Nazionale                              |
| Gianfranco Conte                  | Lazio 2                                      |                                                 | Forza Italia                                    |
| Giorgio Conte                     | Veneto 1                                     |                                                 | Alleanza Nazionale                              |
| Manlio Contento                   | Friuli-Venezia Giulia                        |                                                 | Alleanza Nazionale                              |
| Giulio Conti                      | Marche                                       |                                                 | Alleanza Nazionale                              |
| Riccardo Conti                    | Lombardia 2                                  |                                                 | Unione di Centro                                |
| Elena Emma Cordoni                | Toscana                                      |                                                 | Partito Democratico                             |
| Lionello Cosentino                | Lazio 1                                      |                                                 | Partito Democratico                             |
| Nicola Cosentino                  | Campania 2                                   |                                                 | Forza Italia                                    |
| Giulia Cosenza                    | Campania 2                                   |                                                 | Alleanza Nazionale                              |
| Giuseppe Cossiga                  | Sardegna                                     |                                                 | Forza Italia                                    |
| Enrico Costa                      | Piemonte 2                                   |                                                 | Forza Italia                                    |
| Carlo Costantini                  | Abruzzo                                      |                                                 | Italia dei Valori                               |
| Roberto Cota                      | Piemonte 2                                   |                                                 | Lega Nord                                       |
| Silvio Crapolicchio               | Piemonte 2                                   |                                                 | Partito dei Comunisti Italiani                  |
| Stefania Craxi                    | Lombardia 1                                  |                                                 | Forza Italia                                    |
| Giovanni Crema                    | Veneto 1                                     |                                                 | Rosa nel Pugno (SDI)                            |
| Rocco Crimi                       | Lazio 2                                      |                                                 | Forza Italia                                    |
| Vladimiro Crisafulli              | Sicilia 2                                    |                                                 | Partito Democratico                             |
| Nicola Crisci                     | Abruzzo                                      |                                                 | Partito Democratico                             |
| Guido Crosetto                    | Piemonte 1                                   |                                                 | Forza Italia                                    |
| Luigi D'Agrò                      | Veneto 1                                     |                                                 | Unione di Centro                                |
| Massimo D'Alema                   | Puglia                                       |                                                 | Partito Democratico                             |
| Gianpiero D'Alia                  | Sicilia 2                                    |                                                 | Unione di Centro                                |
| Cesare Damiano                    | Piemonte 2                                   |                                                 | Partito Democratico                             |
| Olga D'Antona                     | Lazio 1                                      |                                                 | Partito Democratico                             |
| Sergio Antonio D'Antoni           | Sicilia 1                                    |                                                 | Partito Democratico                             |
| Cinzia Dato                       | Sicilia 2                                    |                                                 | Partito Democratico                             |
| Giacomo De Angelis                | Campania 2                                   |                                                 | Partito dei Comunisti Italiani                  |
| Emilia Grazia De Biasi            | Lombardia 1                                  |                                                 | Partito Democratico                             |
| Raffaello De Brasi                | Emilia-Romagna                               |                                                 | Partito Democratico                             |
| Paolo De Castro                   | Puglia                                       |                                                 | Partito Democratico                             |
| Riccardo De Corato                | Lombardia 1                                  |                                                 | Alleanza Nazionale                              |
| Giuseppe De Cristofaro            | Campania 1                                   |                                                 | Partito della Rifondazione Comunista            |
| Rodolfo De Laurentiis             | Abruzzo                                      |                                                 | Unione di Centro                                |
| Francesco De Luca                 | Veneto 1                                     |                                                 | Democrazia Cristiana con Rotondi-NPSI (DCA)     |
| Vincenzo De Luca                  | Campania 2                                   |                                                 | Partito Democratico                             |
| Ciriaco De Mita                   | Campania 2                                   |                                                 | Partito Democratico                             |
| Cesare De Piccoli                 | Veneto 2                                     |                                                 | Partito Democratico                             |
| Titti De Simone                   | Emilia-Romagna                               |                                                 | Partito della Rifondazione Comunista            |
| Maria Letizia De Torre            | Trentino-Alto Adige                          |                                                 | Partito Democratico                             |
| Tana De Zulueta                   | Toscana                                      |                                                 | Federazione dei Verdi                           |
| Elettra Deiana                    | Lazio 2                                      |                                                 | Partito della Rifondazione Comunista            |
| Emilio Del Bono                   | Lombardia 2                                  |                                                 | Partito Democratico                             |
| Mauro Del Bue                     | Piemonte 2                                   |                                                 | Democrazia Cristiana con Rotondi-NPSI (NPSI)    |
| Paolo Del Mese                    | Campania 2                                   |                                                 | UDEUR                                           |
| Teresio Delfino                   | Piemonte 2                                   |                                                 | Unione di Centro                                |
| Sergio D'Elia                     | Campania 1                                   |                                                 | Rosa nel Pugno (PR)                             |
| Benedetto Della Vedova            | Piemonte 1                                   |                                                 | Forza Italia                                    |
| Giovanni Dell'Elce                | Toscana                                      |                                                 | Forza Italia                                    |
| Dante D'Elpidio                   | Abruzzo                                      |                                                 | UDEUR                                           |
| Simeone Di Cagno Abbrescia        | Puglia                                       |                                                 | Forza Italia                                    |
| Manuela Di Centa                  | Friuli-Venezia Giulia                        |                                                 | Forza Italia                                    |
| Lello Di Gioia                    | Puglia                                       |                                                 | Rosa nel Pugno (SDI)                            |
| Leopoldo Di Girolamo              | Umbria                                       |                                                 | Partito Democratico                             |
| Giovanni Di Mauro                 | Sicilia 1                                    |                                                 | Gruppo misto/MpA                                |
| Antonio Di Pietro                 | Veneto 2                                     |                                                 | Italia dei Valori                               |
| Titti Di Salvo                    | Piemonte 1                                   |                                                 | Partito Democratico                             |
| Domenico Di Virgilio              | Lazio 2                                      |                                                 | Forza Italia                                    |
| Oliviero Diliberto                | Sicilia 1                                    |                                                 | Partito dei Comunisti Italiani                  |
| Daniela Dioguardi                 | Sicilia 1                                    |                                                 | Partito della Rifondazione Comunista            |
| Armando Dionisi                   | Lazio 1                                      |                                                 | Unione di Centro                                |
| Massimo Donadi                    | Puglia                                       |                                                 | Italia dei Valori                               |
| Gianpaolo Dozzo                   | Veneto 2                                     |                                                 | Lega Nord                                       |
| Giuseppe Drago                    | Sicilia 2                                    |                                                 | Unione di Centro                                |
| Lino Duilio                       | Lombardia 1                                  |                                                 | Partito Democratico                             |
| Luciano D'Ulizia                  | Lombardia 2                                  |                                                 | Italia dei Valori                               |
| Donatella Duranti                 | Puglia                                       |                                                 | Partito della Rifondazione Comunista            |
| Guido Dussin                      | Veneto 2                                     |                                                 | Lega Nord                                       |
| Fabio Evangelisti                 | Toscana                                      |                                                 | Italia dei Valori                               |
| Luigi Fabbri                      | Toscana                                      |                                                 | Forza Italia                                    |
| Mauro Fabris                      | Lombardia 2                                  |                                                 | UDEUR                                           |
| Paolo Fadda                       | Sardegna                                     |                                                 | Partito Democratico                             |
| Giuseppe Fallica                  | Sicilia 1                                    |                                                 | Forza Italia                                    |
| Antonello Falomi                  | Calabria                                     |                                                 | Partito della Rifondazione Comunista            |
| Daniele Farina                    | Lombardia 1                                  |                                                 | Partito della Rifondazione Comunista            |
| Gianni Farina                     | Estero - Europa                              |                                                 | Partito Democratico                             |
| Enrico Farinone                   | Lombardia 1                                  |                                                 | Partito Democratico                             |
| Giuseppina Fasciani               | Abruzzo                                      |                                                 | Partito Democratico                             |
| Gaetano Fasolino                  | Campania 2                                   |                                                 | Forza Italia                                    |
| Piero Fassino                     | Piemonte 1                                   |                                                 | Partito Democratico                             |
| Giovanni Fava                     | Lombardia 3                                  |                                                 | Lega Nord                                       |
| Luigi Fedele                      | Calabria                                     |                                                 | Forza Italia                                    |
| Marco Fedi                        | Estero - Africa - Asia - Oceania - Antartide |                                                 | Partito Democratico                             |
| Francesco Ferrara                 | Emilia-Romagna                               |                                                 | Partito della Rifondazione Comunista            |
| Pierangelo Ferrari                | Lombardia 2                                  |                                                 | Partito Democratico                             |
| Paolo Ferrero                     | Piemonte 2                                   |                                                 | Partito della Rifondazione Comunista            |
| Salvatore Ferrigno                | Estero - America settentrionale e centrale   |                                                 | Forza Italia                                    |
| Emanuele Fiano                    | Lombardia 1                                  |                                                 | Partito Democratico                             |
| Marco Filippeschi                 | Toscana                                      |                                                 | Partito Democratico                             |
| Alberto Filippi                   | Veneto 1                                     |                                                 | Lega Nord                                       |
| Angela Filipponio Tatarella       | Puglia                                       |                                                 | Alleanza Nazionale                              |
| Laura Fincato                     | Veneto 1                                     |                                                 | Partito Democratico                             |
| Gianfranco Fini                   | Emilia-Romagna                               |                                                 | Alleanza Nazionale                              |
| Giuseppe Fini                     | Veneto 1                                     |                                                 | Forza Italia                                    |
| Massimo Fiorio                    | Piemonte 2                                   |                                                 | Partito Democratico                             |
| Giuseppe Fioroni                  | Lazio 2                                      |                                                 | Partito Democratico                             |
| Maurizio Fistarol                 | Veneto 2                                     |                                                 | Partito Democratico                             |
| Raffaele Fitto                    | Puglia                                       |                                                 | Forza Italia                                    |
| Ilario Floresta                   | Sicilia 2                                    |                                                 | Forza Italia                                    |
| Alberto Fluvi                     | Toscana                                      |                                                 | Partito Democratico                             |
| Giampaolo Fogliardi               | Veneto 1                                     |                                                 | Partito Democratico                             |
| Pietro Folena                     | Puglia                                       |                                                 | Partito della Rifondazione Comunista            |
| Cinzia Maria Fontana              | Lombardia 3                                  |                                                 | Partito Democratico                             |
| Gregorio Fontana                  | Lombardia 2                                  |                                                 | Forza Italia                                    |
| Francesco Forgione                | Sicilia 2                                    |                                                 | Partito della Rifondazione Comunista            |
| Alessandro Forlani                | Marche                                       |                                                 | Unione di Centro                                |
| Anna Teresa Formisano             | Lazio 2                                      |                                                 | Unione di Centro                                |
| Tommaso Foti                      | Emilia-Romagna                               |                                                 | Alleanza Nazionale                              |
| Khaled Fouad Allam                | Puglia                                       |                                                 | Partito Democratico                             |
| Grazia Francescato                | Friuli-Venezia Giulia                        |                                                 | Federazione dei Verdi                           |
| Dario Franceschini                | Emilia-Romagna                               |                                                 | Partito Democratico                             |
| Claudio Franci                    | Toscana                                      |                                                 | Partito Democratico                             |
| Pietro Franzoso                   | Puglia                                       |                                                 | Forza Italia                                    |
| Paola Frassinetti                 | Lombardia 1                                  |                                                 | Alleanza Nazionale                              |
| Pieralfonso Fratta Pasini         | Veneto 1                                     |                                                 | Forza Italia                                    |
| Gabriele Frigato                  | Veneto 1                                     |                                                 | Partito Democratico                             |
| Laura Froner                      | Trentino-Alto Adige                          |                                                 | Partito Democratico                             |
| Maurizio Fugatti                  | Trentino-Alto Adige                          |                                                 | Lega Nord                                       |
| Marco Fumagalli                   | Lombardia 1                                  |                                                 | Partito Democratico                             |
| Massimo Saverio Ennio Fundarò     | Sicilia 1                                    |                                                 | Federazione dei Verdi                           |
| Severino Galante                  | Toscana                                      |                                                 | Partito dei Comunisti Italiani                  |
| Giuseppe Galati                   | Calabria                                     |                                                 | Unione di Centro                                |
| Renato Galeazzi                   | Marche                                       |                                                 | Partito Democratico                             |
| Gian Luca Galletti                | Emilia-Romagna                               |                                                 | Unione di Centro                                |
| Daniele Galli                     | Piemonte 2                                   |                                                 | Forza Italia                                    |
| Pierfrancesco Emilio Romano Gamba | Lombardia 1                                  |                                                 | Alleanza Nazionale                              |
| Paolo Gambescia                   | Lazio 1                                      |                                                 | Partito Democratico                             |
| Fabio Garagnani                   | Emilia-Romagna                               |                                                 | Forza Italia                                    |
| Massimo Garavaglia                | Lombardia 1                                  |                                                 | Lega Nord                                       |
| Elisabetta Gardini                | Veneto 2                                     |                                                 | Forza Italia                                    |
| Francesco Saverio Garofani        | Lombardia 3                                  |                                                 | Partito Democratico                             |
| Maurizio Gasparri                 | Calabria                                     |                                                 | Alleanza Nazionale                              |
| Mariastella Gelmini               | Lombardia 2                                  |                                                 | Forza Italia                                    |
| Sergio Gentili                    | Emilia-Romagna                               |                                                 | Partito Democratico                             |
| Paolo Gentiloni Silveri           | Lazio 1                                      |                                                 | Partito Democratico                             |
| Basilio Germanà                   | Sicilia 2                                    |                                                 | Forza Italia                                    |
| Maria Ida Germontani              | Emilia-Romagna                               |                                                 | Alleanza Nazionale                              |
| Manuela Ghizzoni                  | Emilia-Romagna                               |                                                 | Partito Democratico                             |
| Roberto Giachetti                 | Lazio 1                                      |                                                 | Partito Democratico                             |
| Antonello Giacomelli              | Toscana                                      |                                                 | Partito Democratico                             |
| Sestino Giacomoni                 | Campania 2                                   |                                                 | Forza Italia                                    |
| Alfonso Gianni                    | Lombardia 2                                  |                                                 | Partito della Rifondazione Comunista            |
| Andrea Gibelli                    | Lombardia 3                                  |                                                 | Lega Nord                                       |
| Franco Giordano                   | Toscana                                      |                                                 | Partito della Rifondazione Comunista            |
| Alberto Giorgetti                 | Veneto 2                                     |                                                 | Alleanza Nazionale                              |
| Giancarlo Giorgetti               | Lombardia 1                                  |                                                 | Lega Nord                                       |
| Carlo Giovanardi                  | Veneto 2                                     |                                                 | Unione di Centro                                |
| Oriano Giovanelli                 | Marche                                       |                                                 | Partito Democratico                             |
| Francesco Maria Giro              | Lazio 1                                      |                                                 | Forza Italia                                    |
| Gaspare Giudice                   | Sicilia 1                                    |                                                 | Forza Italia                                    |
| Pasquale Giuditta                 | Campania 2                                   |                                                 | UDEUR                                           |
| Giuseppe Giulietti                | Piemonte 2                                   |                                                 | Partito Democratico                             |
| Paola Goisis                      | Veneto 1                                     |                                                 | Lega Nord                                       |
| Sandro Gozi                       | Veneto 1                                     |                                                 | Partito Democratico                             |
| Gero Grassi                       | Puglia                                       |                                                 | Partito Democratico                             |
| Salvatore Greco                   | Puglia                                       |                                                 | Unione di Centro                                |
| Franco Grillini                   | Lombardia 1                                  |                                                 | Partito Democratico                             |
| Ugo Maria Gianfranco Grimaldi     | Sicilia 2                                    |                                                 | Forza Italia                                    |
| Paolo Grimoldi                    | Lombardia 1                                  |                                                 | Lega Nord                                       |
| Giorgio Holzmann                  | Trentino-Alto Adige                          |                                                 | Alleanza Nazionale                              |
| Salvatore Iacomino                | Campania 1                                   |                                                 | Partito della Rifondazione Comunista            |
| Antonello Iannarilli              | Lazio 2                                      |                                                 | Forza Italia                                    |
| Tino Iannuzzi                     | Campania 2                                   |                                                 | Partito Democratico                             |
| Maria Fortuna Incostante          | Campania 1                                   |                                                 | Partito Democratico                             |
| Marilina Intrieri                 | Calabria                                     |                                                 | Partito Democratico                             |
| Giorgio Jannone                   | Lombardia 2                                  |                                                 | Forza Italia                                    |
| Antonio La Forgia                 | Emilia-Romagna                               |                                                 | Partito Democratico                             |
| Enrico La Loggia                  | Molise                                       |                                                 | Forza Italia                                    |
| Giorgio La Malfa                  | Marche                                       |                                                 | Gruppo misto (PRI)                              |
| Ignazio La Russa                  | Liguria                                      |                                                 | Alleanza Nazionale                              |
| Maria Grazia Laganà §§            | Calabria                                     |                                                 | Partito Democratico                             |
| Giorgio Lainati                   | Emilia-Romagna                               |                                                 | Forza Italia                                    |
| Donato Lamorte                    | Basilicata                                   |                                                 | Alleanza Nazionale                              |
| Mario Landolfi                    | Campania 2                                   |                                                 | Alleanza Nazionale                              |
| Linda Lanzillotta                 | Lombardia 2                                  |                                                 | Partito Democratico                             |
| Francesco Laratta                 | Calabria                                     |                                                 | Partito Democratico                             |
| Ferdinando Latteri                | Sicilia 2                                    |                                                 | Partito Democratico                             |
| Giancarlo Laurini                 | Campania 1                                   |                                                 | Forza Italia                                    |
| Luigi Lazzari                     | Puglia                                       |                                                 | Forza Italia                                    |
| Nicola Leanza                     | Sicilia 2                                    |                                                 | Gruppo misto/MpA                                |
| Maria Leddi Maiola                | Piemonte 2                                   |                                                 | Partito Democratico                             |
| Vanni Lenna                       | Friuli-Venezia Giulia                        |                                                 | Forza Italia                                    |
| Donata Lenzi                      | Emilia-Romagna                               |                                                 | Partito Democratico                             |
| Maurizio Leo                      | Piemonte 1                                   |                                                 | Alleanza Nazionale                              |
| Antonio Leone                     | Puglia                                       |                                                 | Forza Italia                                    |
| Carlo Leoni                       | Lazio 1                                      |                                                 | Partito Democratico                             |
| Enrico Letta                      | Lombardia 1                                  |                                                 | Partito Democratico                             |
| Ricardo Franco Levi               | Lombardia 1                                  |                                                 | Partito Democratico                             |
| Vito Li Causi                     | Sicilia 1                                    |                                                 | UDEUR                                           |
| Orazio Antonio Licandro           | Sicilia 2                                    |                                                 | Partito dei Comunisti Italiani                  |
| Simonetta Licastro Scardino       | Puglia                                       |                                                 | Forza Italia                                    |
| Marco Lion                        | Marche                                       |                                                 | Federazione dei Verdi                           |
| Ugo Lisi                          | Puglia                                       |                                                 | Alleanza Nazionale                              |
| Carmelo Lo Monte                  | Sicilia 2                                    |                                                 | Gruppo misto/MpA                                |
| Antonino Lo Presti                | Sicilia 1                                    |                                                 | Alleanza Nazionale                              |
| Angelo Maria Rosario Lomaglio     | Sicilia 1                                    |                                                 | Partito Democratico                             |
| Angela Lombardi                   | Basilicata                                   |                                                 | Partito della Rifondazione Comunista            |
| Domenico Lomelo                   | Puglia                                       |                                                 | Federazione dei Verdi                           |
| Aleandro Longhi                   | Liguria                                      |                                                 | Partito Democratico                             |
| Mercedes Lourdes Frias            | Toscana                                      |                                                 | Partito della Rifondazione Comunista            |
| Mario Lovelli                     | Piemonte 2                                   |                                                 | Partito Democratico                             |
| Mimmo Lucà                        | Piemonte 1                                   |                                                 | Partito Democratico                             |
| Francesco Paolo Lucchese          | Sicilia 1                                    |                                                 | Unione di Centro                                |
| Andrea Lulli                      | Toscana                                      |                                                 | Partito Democratico                             |
| Giuseppe Lumia                    | Sicilia 1                                    |                                                 | Partito Democratico                             |
| Antonio Luongo                    | Basilicata                                   |                                                 | Partito Democratico                             |
| Maurizio Lupi                     | Lombardia 1                                  |                                                 | Forza Italia                                    |
| Renzo Lusetti                     | Marche                                       |                                                 | Partito Democratico                             |
| Carolina Lussana                  | Lombardia 2                                  |                                                 | Lega Nord                                       |
| Vladimir Luxuria                  | Lazio 1                                      |                                                 | Partito della Rifondazione Comunista            |
| Claudio Maderloni                 | Marche                                       |                                                 | Partito Democratico                             |
| Giacomo Mancini jr.               | Calabria                                     |                                                 | Rosa nel Pugno (SDI)                            |
| Gianni Mancuso                    | Piemonte 2                                   |                                                 | Alleanza Nazionale                              |
| Pierluigi Mantini                 | Lombardia 1                                  |                                                 | Partito Democratico                             |
| Ramon Mantovani                   | Liguria                                      |                                                 | Partito della Rifondazione Comunista            |
| Alessandro Maran                  | Friuli-Venezia Giulia                        |                                                 | Partito Democratico                             |
| Daniele Marantelli                | Lombardia 2                                  |                                                 | Partito Democratico                             |
| Pietro Marcazzan                  | Lombardia 3                                  |                                                 | Unione di Centro                                |
| Pietro Marcenaro                  | Piemonte 1                                   |                                                 | Partito Democratico                             |
| Maino Marchi                      | Emilia-Romagna                               |                                                 | Partito Democratico                             |
| Salvatore Margiotta               | Basilicata                                   |                                                 | Partito Democratico                             |
| Raffaella Mariani                 | Toscana                                      |                                                 | Partito Democratico                             |
| Giuseppe Marinello                | Sicilia 1                                    |                                                 | Forza Italia                                    |
| Mauro Maria Marino                | Piemonte 1                                   |                                                 | Partito Democratico                             |
| Riccardo Marone                   | Campania 1                                   |                                                 | Partito Democratico                             |
| Roberto Maroni                    | Lombardia 2                                  |                                                 | Lega Nord                                       |
| Giovanni Marras                   | Sardegna                                     |                                                 | Forza Italia                                    |
| Andrea Martella                   | Veneto 2                                     |                                                 | Partito Democratico                             |
| Marco Martinelli                  | Toscana                                      |                                                 | Alleanza Nazionale                              |
| Leonardo Martinello               | Veneto 1                                     |                                                 | Unione di Centro                                |
| Antonio Martino                   | Sicilia 2                                    |                                                 | Forza Italia                                    |
| Antonio Martusciello              | Campania 1                                   |                                                 | Forza Italia                                    |
| Graziella Mascia                  | Lombardia 1                                  |                                                 | Partito della Rifondazione Comunista            |
| Sergio Mattarella                 | Sicilia 1                                    |                                                 | Partito Democratico                             |
| Salvatore Mazzaracchio            | Puglia                                       |                                                 | Forza Italia                                    |
| Antonio Mazzocchi                 | Lazio 1                                      |                                                 | Alleanza Nazionale                              |
| Erminia Mazzoni                   | Campania 2                                   |                                                 | Unione di Centro                                |
| Giovanna Melandri                 | Lazio 1                                      |                                                 | Partito Democratico                             |
| Cosimo Mele                       | Puglia                                       |                                                 | Unione di Centro                                |
| Giorgia Meloni                    | Lazio 1                                      |                                                 | Alleanza Nazionale                              |
| Roberto Menia                     | Friuli-Venezia Giulia                        |                                                 | Alleanza Nazionale                              |
| Antonio Mereu                     | Sardegna                                     |                                                 | Unione di Centro                                |
| Giorgio Merlo                     | Piemonte 1                                   |                                                 | Partito Democratico                             |
| Ricardo Antonio Merlo             | Estero - America meridionale                 |                                                 | Gruppo misto (MAIE)                             |
| Maria Paola Merloni               | Marche                                       |                                                 | Partito Democratico                             |
| Michele Pompeo Meta               | Lazio 1                                      |                                                 | Partito Democratico                             |
| Gianfranco Micciché               | Calabria                                     |                                                 | Forza Italia                                    |
| Maurizio Migliavacca              | Emilia-Romagna                               |                                                 | Partito Democratico                             |
| Ivano Miglioli                    | Emilia-Romagna                               |                                                 | Partito Democratico                             |
| Gennaro Migliore                  | Campania 2                                   |                                                 | Partito della Rifondazione Comunista            |
| Riccardo Migliori                 | Toscana                                      |                                                 | Alleanza Nazionale                              |
| Riccardo Milana                   | Lazio 1                                      |                                                 | Partito Democratico                             |
| Lorena Milanato                   | Veneto 1                                     |                                                 | Forza Italia                                    |
| Riccardo Minardo                  | Sicilia 2                                    |                                                 | Forza Italia                                    |
| Eugenio Minasso                   | Liguria                                      |                                                 | Alleanza Nazionale                              |
| Marco Minniti                     | Calabria                                     |                                                 | Partito Democratico                             |
| Antonio Misiani                   | Lombardia 2                                  |                                                 | Partito Democratico                             |
| Aurelio Salvatore Misiti          | Calabria                                     |                                                 | Italia dei Valori                               |
| Giustina Mistrello Destro         | Veneto 1                                     |                                                 | Forza Italia                                    |
| Filippo Misuraca                  | Sicilia 1                                    |                                                 | Forza Italia                                    |
| Silvano Moffa                     | Lazio 1                                      |                                                 | Alleanza Nazionale                              |
| Francesco Monaco                  | Lombardia 1                                  |                                                 | Partito Democratico                             |
| Gabriella Mondello                | Liguria                                      |                                                 | Forza Italia                                    |
| Carlo Monguzzi                    | Lombardia 1                                  |                                                 | Federazione dei Verdi                           |
| Enrico Montani                    | Piemonte 2                                   |                                                 | Lega Nord                                       |
| Nino Mormino                      | Sicilia 1                                    |                                                 | Forza Italia                                    |
| Chiara Moroni                     | Lombardia 3                                  |                                                 | Forza Italia                                    |
| Fabrizio Morri                    | Marche                                       |                                                 | Partito Democratico                             |
| Giuseppe Morrone                  | Calabria                                     |                                                 | UDEUR                                           |
| Donato Renato Mosella             | Campania 1                                   |                                                 | Partito Democratico                             |
| Carmen Motta                      | Emilia-Romagna                               |                                                 | Partito Democratico                             |
| Donatella Mungo                   | Emilia-Romagna                               |                                                 | Partito della Rifondazione Comunista            |
| Silvana Mura                      | Veneto 2                                     |                                                 | Italia dei Valori                               |
| Bruno Murgia                      | Sardegna                                     |                                                 | Alleanza Nazionale                              |
| Adriano Musi                      | Campania 2                                   |                                                 | Partito Democratico                             |
| Fabio Mussi                       | Liguria                                      |                                                 | Partito Democratico                             |
| Alessandro Naccarato              | Veneto 1                                     |                                                 | Partito Democratico                             |
| Enrico Nan                        | Liguria                                      |                                                 | Forza Italia                                    |
| Rolando Nannicini                 | Toscana                                      |                                                 | Partito Democratico                             |
| Francesco Napoletano              | Puglia                                       |                                                 | Partito dei Comunisti Italiani                  |
| Angela Napoli                     | Calabria                                     |                                                 | Alleanza Nazionale                              |
| Osvaldo Napoli                    | Piemonte 1                                   |                                                 | Forza Italia                                    |
| Massimo Nardi                     | Lazio 1                                      |                                                 | Democrazia Cristiana con Rotondi-NPSI (DCA)     |
| Franco Narducci                   | Estero - Europa                              |                                                 | Partito Democratico                             |
| Vincenzo Nespoli                  | Campania 1                                   |                                                 | Alleanza Nazionale                              |
| Marisa Nicchi                     | Toscana                                      |                                                 | Partito Democratico                             |
| Roberto Nicco                     | Valle d'Aosta                                |                                                 | Gruppo misto/ML (ALD)                           |
| Francesco Nucara                  | Emilia-Romagna                               |                                                 | Gruppo misto (PRI)                              |
| Vincenzo Oliva                    | Toscana                                      |                                                 | Gruppo misto/MpA                                |
| Nicodemo Nazzareno Oliverio       | Calabria                                     |                                                 | Partito Democratico                             |
| Sergio Olivieri                   | Liguria                                      |                                                 | Partito della Rifondazione Comunista            |
| Giorgio Oppi                      | Sardegna                                     |                                                 | Unione di Centro                                |
| Andrea Orlando                    | Liguria                                      |                                                 | Partito Democratico                             |
| Leoluca Orlando                   | Sicilia 1                                    |                                                 | Italia dei Valori                               |
| Giuseppe Ossorio                  | Campania 1                                   |                                                 | Italia dei Valori                               |
| Rosella Ottone                    | Emilia-Romagna                               |                                                 | Partito Democratico                             |
| Gianni Pagliarini                 | Lombardia 2                                  |                                                 | Partito dei Comunisti Italiani                  |
| Antonio Palmieri                  | Lombardia 2                                  |                                                 | Forza Italia                                    |
| Federico Palomba                  | Sardegna                                     |                                                 | Italia dei Valori                               |
| Giuseppe Palumbo                  | Sicilia 2                                    |                                                 | Forza Italia                                    |
| Maurizio Paniz                    | Veneto 2                                     |                                                 | Forza Italia                                    |
| Patrizia Paoletti Tangheroni      | Emilia-Romagna                               |                                                 | Forza Italia                                    |
| Andrea Papini                     | Emilia-Romagna                               |                                                 | Partito Democratico                             |
| Arturo Parisi                     | Sardegna                                     |                                                 | Partito Democratico                             |
| Adriano Paroli                    | Lombardia 2                                  |                                                 | Forza Italia                                    |
| Carmine Santo Patarino            | Puglia                                       |                                                 | Alleanza Nazionale                              |
| Alfonso Pecoraro Scanio           | Campania 2                                   |                                                 | Federazione dei Verdi                           |
| Gaetano Pecorella                 | Lombardia 1                                  |                                                 | Forza Italia                                    |
| Egidio Pedrini                    | Piemonte 2                                   |                                                 | Italia dei Valori                               |
| Riccardo Pedrizzi                 | Lazio 2                                      |                                                 | Alleanza Nazionale                              |
| Giuliano Pedulli                  | Emilia-Romagna                               |                                                 | Partito Democratico                             |
| Gian Luigi Pegolo                 | Campania 1                                   |                                                 | Partito della Rifondazione Comunista            |
| Paola Pelino                      | Abruzzo                                      |                                                 | Forza Italia                                    |
| Tommaso Pellegrino                | Campania 1                                   |                                                 | Federazione dei Verdi                           |
| Antonio Pepe                      | Puglia                                       |                                                 | Alleanza Nazionale                              |
| Mario Pepe                        | Lazio 1                                      |                                                 | Forza Italia                                    |
| Ettore Peretti                    | Veneto 1                                     |                                                 | Unione di Centro                                |
| Flavia Perina                     | Toscana                                      |                                                 | Alleanza Nazionale                              |
| Flavio Pertoldi                   | Friuli-Venezia Giulia                        |                                                 | Partito Democratico                             |
| Maria Cristina Perugia            | Lazio 1                                      |                                                 | Partito della Rifondazione Comunista            |
| Mario Pescante                    | Lazio 1                                      |                                                 | Forza Italia                                    |
| Luciano Pettinari                 | Lombardia 2                                  |                                                 | Partito Democratico                             |
| Antonio Pezzella                  | Campania 1                                   |                                                 | Alleanza Nazionale                              |
| Angelo Piazza                     | Emilia-Romagna                               |                                                 | Rosa nel Pugno (SDI)                            |
| Camillo Piazza                    | Lombardia 2                                  |                                                 | Federazione dei Verdi                           |
| Angelo Picano                     | Lazio 2                                      |                                                 | UDEUR                                           |
| Guglielmo Picchi                  | Estero - Europa                              |                                                 | Forza Italia                                    |
| Ferdinando Benito Pignataro       | Calabria                                     |                                                 | Partito dei Comunisti Italiani                  |
| Rocco Pignataro                   | Puglia                                       |                                                 | UDEUR                                           |
| Mauro Pili                        | Sardegna                                     |                                                 | Forza Italia                                    |
| Gianluca Pini                     | Emilia-Romagna                               |                                                 | Lega Nord                                       |
| Roberta Pinotti                   | Liguria                                      |                                                 | Partito Democratico                             |
| Francesco Piro                    | Sicilia 1                                    |                                                 | Partito Democratico                             |
| Michele Pisacane                  | Campania 1                                   |                                                 | UDEUR                                           |
| Rino Piscitello                   | Sicilia 2                                    |                                                 | Partito Democratico                             |
| Pino Pisicchio                    | Puglia                                       |                                                 | Italia dei Valori                               |
| Sergio Pizzolante                 | Emilia-Romagna                               |                                                 | Forza Italia                                    |
| Barbara Pollastrini               | Lombardia 1                                  |                                                 | Partito Democratico                             |
| Egidio Ponzo                      | Basilicata                                   |                                                 | Forza Italia                                    |
| Carmelo Porcu                     | Sardegna                                     |                                                 | Alleanza Nazionale                              |
| Donatella Poretti                 | Puglia                                       |                                                 | Rosa nel Pugno (PR)                             |
| Americo Porfidia                  | Campania 2                                   |                                                 | Italia dei Valori                               |
| Marco Pottino                     | Friuli-Venezia Giulia                        |                                                 | Forza Italia                                    |
| Stefania Prestigiacomo            | Sicilia 2                                    |                                                 | Forza Italia                                    |
| Cesare Previti                    | Lazio 1                                      |                                                 | Forza Italia                                    |
| Romano Prodi                      | Emilia-Romagna                               |                                                 | Partito Democratico                             |
| Francesco Proietti Cosimi         | Lazio 1                                      |                                                 | Alleanza Nazionale                              |
| Marilde Provera                   | Piemonte 1                                   |                                                 | Partito della Rifondazione Comunista            |
| Erminio Angelo Quartiani          | Lombardia 1                                  |                                                 | Partito Democratico                             |
| Enzo Raisi                        | Emilia-Romagna                               |                                                 | Alleanza Nazionale                              |
| Salvatore Raiti                   | Sicilia 2                                    |                                                 | Partito Democratico                             |
| Fabio Rampelli                    | Lazio 2                                      |                                                 | Alleanza Nazionale                              |
| Elisabetta Rampi                  | Piemonte 2                                   |                                                 | Partito Democratico                             |
| Umberto Ranieri                   | Campania 1                                   |                                                 | Partito Democratico                             |
| Alì Rashid                        | Umbria                                       |                                                 | Partito della Rifondazione Comunista            |
| Laura Ravetto                     | Lombardia 2                                  |                                                 | Forza Italia                                    |
| Antonio Razzi                     | Estero - Europa                              |                                                 | Italia dei Valori                               |
| Ermete Realacci                   | Toscana                                      |                                                 | Partito Democratico                             |
| Giuseppe Maria Reina              | Puglia                                       |                                                 | Gruppo misto/MpA                                |
| Andrea Ricci                      | Marche                                       |                                                 | Partito della Rifondazione Comunista            |
| Mario Ricci                       | Toscana                                      |                                                 | Partito della Rifondazione Comunista            |
| Giovanni Ricevuto                 | Abruzzo                                      |                                                 | Forza Italia                                    |
| Andrea Rigoni                     | Toscana                                      |                                                 | Partito Democratico                             |
| Dario Rivolta                     | Lombardia 1                                  |                                                 | Forza Italia                                    |
| Augusto Rocchi                    | Lombardia 1                                  |                                                 | Partito della Rifondazione Comunista            |
| Massimo Romagnoli                 | Estero - Europa                              |                                                 | Forza Italia                                    |
| Paolo Romani                      | Lombardia 1                                  |                                                 | Forza Italia                                    |
| Francesco Saverio Romano          | Sicilia 1                                    |                                                 | Unione di Centro                                |
| Giuseppe Romele                   | Lombardia 2                                  |                                                 | Forza Italia                                    |
| Andrea Ronchi                     | Lombardia 1                                  |                                                 | Alleanza Nazionale                              |
| Maurizio Ronconi                  | Toscana                                      |                                                 | Unione di Centro                                |
| Guglielmo Rositani                | Lazio 2                                      |                                                 | Alleanza Nazionale                              |
| Federica Rossi Gasparrini         | Lazio 1                                      |                                                 | Italia dei Valori                               |
| Luciano Rossi                     | Umbria                                       |                                                 | Forza Italia                                    |
| Nicola Rossi                      | Puglia                                       |                                                 | Partito Democratico                             |
| Roberto Rosso                     | Piemonte 1                                   |                                                 | Forza Italia                                    |
| Antonio Rotondo                   | Sicilia 2                                    |                                                 | Partito Democratico                             |
| Ruggero Ruggeri                   | Lombardia 3                                  |                                                 | Partito Democratico                             |
| Antonio Rugghia                   | Lazio 1                                      |                                                 | Partito Democratico                             |
| Antonio Rusconi                   | Lombardia 2                                  |                                                 | Partito Democratico                             |
| Franco Russo                      | Puglia                                       |                                                 | Partito della Rifondazione Comunista            |
| Paolo Russo                       | Campania 1                                   |                                                 | Forza Italia                                    |
| Roberto Ruta                      | Molise                                       |                                                 | Partito Democratico                             |
| Francesco Rutelli                 | Lazio 1                                      |                                                 | Partito Democratico                             |
| Giuseppe Ruvolo                   | Sicilia 1                                    |                                                 | Unione di Centro                                |
| Stefano Saglia                    | Lombardia 2                                  |                                                 | Alleanza Nazionale                              |
| Roberto Salerno                   | Piemonte 1                                   |                                                 | Alleanza Nazionale                              |
| Giovanni Mario Salvino Burtone    | Sicilia 2                                    |                                                 | Partito Democratico                             |
| Marilena Samperi                  | Sicilia 2                                    |                                                 | Partito Democratico                             |
| Giovanni Sanga                    | Lombardia 2                                  |                                                 | Partito Democratico                             |
| Emanuele Sanna                    | Sardegna                                     |                                                 | Partito Democratico                             |
| Giulio Santagata                  | Lazio 1                                      |                                                 | Partito Democratico                             |
| Daniela Garnero Santanchè         | Lombardia 3                                  |                                                 | Alleanza Nazionale                              |
| Jole Santelli                     | Emilia-Romagna                               |                                                 | Forza Italia                                    |
| Angelo Maria Sanza                | Puglia                                       |                                                 | Forza Italia                                    |
| Alba Sasso                        | Puglia                                       |                                                 | Partito Democratico                             |
| Antonio Satta                     | Veneto 2                                     |                                                 | UDEUR                                           |
| Claudio Scajola                   | Liguria                                      |                                                 | Forza Italia                                    |
| Giuseppe Scalia                   | Sicilia 1                                    |                                                 | Alleanza Nazionale                              |
| Gian Franco Schietroma            | Lazio 2                                      |                                                 | Rosa nel Pugno (SDI)                            |
| Amalia Schirru                    | Sardegna                                     |                                                 | Partito Democratico                             |
| Arturo Scotto                     | Campania 1                                   |                                                 | Partito Democratico                             |
| Patrizia Sentinelli               | Veneto 1                                     |                                                 | Partito della Rifondazione Comunista            |
| Marina Sereni                     | Umbria                                       |                                                 | Partito Democratico                             |
| Giuseppina Servodio               | Puglia                                       |                                                 | Partito Democratico                             |
| Cosimo Giuseppe Sgobio            | Lombardia 1                                  |                                                 | Partito dei Comunisti Italiani                  |
| Maria Grazia Siliquini            | Piemonte 1                                   |                                                 | Alleanza Nazionale                              |
| Giorgio Simeoni                   | Lazio 1                                      |                                                 | Forza Italia                                    |
| Sabina Siniscalchi                | Friuli-Venezia Giulia                        |                                                 | Partito della Rifondazione Comunista            |
| Silvio Sircana                    | Piemonte 1                                   |                                                 | Partito Democratico                             |
| Massimiliano Smeriglio            | Lazio 1                                      |                                                 | Partito della Rifondazione Comunista            |
| Roberto Soffritti                 | Emilia-Romagna                               |                                                 | Partito dei Comunisti Italiani                  |
| Antonello Soro                    | Sardegna                                     |                                                 | Partito Democratico                             |
| Valdo Spini                       | Toscana                                      |                                                 | Partito Democratico                             |
| Ugo Sposetti                      | Lazio 2                                      |                                                 | Partito Democratico                             |
| Pietro Squeglia                   | Campania 2                                   |                                                 | Partito Democratico                             |
| Francesco Stagno D'Alcontres      | Sicilia 2                                    |                                                 | Forza Italia                                    |
| Franco Stradella                  | Piemonte 2                                   |                                                 | Forza Italia                                    |
| Alberto Stramaccioni              | Umbria                                       |                                                 | Partito Democratico                             |
| Ivano Strizzolo                   | Friuli-Venezia Giulia                        |                                                 | Partito Democratico                             |
| Giacomo Stucchi                   | Lombardia 2                                  |                                                 | Lega Nord                                       |
| Rosa Suppa                        | Campania 2                                   |                                                 | Partito Democratico                             |
| Bruno Tabacci                     | Lombardia 1                                  |                                                 | Unione di Centro                                |
| Marcello Taglialatela             | Campania 1                                   |                                                 | Alleanza Nazionale                              |
| Italo Tanoni                      | Liguria                                      |                                                 | Partito Democratico                             |
| Mario Tassone                     | Calabria                                     |                                                 | Unione di Centro                                |
| Lanfranco Tenaglia                | Abruzzo                                      |                                                 | Partito Democratico                             |
| Fulvio Tessitore                  | Campania 1                                   |                                                 | Partito Democratico                             |
| Federico Testa                    | Veneto 1                                     |                                                 | Partito Democratico                             |
| Piero Testoni                     | Lombardia 2                                  |                                                 | Forza Italia                                    |
| Walter Tocci                      | Lazio 1                                      |                                                 | Partito Democratico                             |
| Francesco Tolotti                 | Lombardia 2                                  |                                                 | Partito Democratico                             |
| Salvatore Tomaselli               | Puglia                                       |                                                 | Partito Democratico                             |
| Renzo Tondo                       | Friuli-Venezia Giulia                        |                                                 | Forza Italia                                    |
| Roberto Tortoli                   | Toscana                                      |                                                 | Forza Italia                                    |
| Nicola Tranfaglia                 | Campania 1                                   |                                                 | Partito dei Comunisti Italiani                  |
| Mirko Tremaglia                   | Lombardia 2                                  |                                                 | Alleanza Nazionale                              |
| Giulio Tremonti                   | Calabria                                     |                                                 | Forza Italia                                    |
| Giuseppe Trepiccione              | Piemonte 1                                   |                                                 | Federazione dei Verdi                           |
| Osvalda Trupia                    | Veneto 1                                     |                                                 | Partito Democratico                             |
| Michele Tucci                     | Puglia                                       |                                                 | Unione di Centro                                |
| Domenico Tuccillo                 | Campania 1                                   |                                                 | Partito Democratico                             |
| Lanfranco Turci                   | Toscana                                      |                                                 | Rosa nel Pugno (SDI)                            |
| Maurizio Turco                    | Lombardia 1                                  |                                                 | Rosa nel Pugno (PR)                             |
| Paolo Uggè                        | Lombardia 2                                  |                                                 | Forza Italia                                    |
| Roberto Ulivi                     | Toscana                                      |                                                 | Alleanza Nazionale                              |
| Adolfo Urso                       | Veneto 2                                     |                                                 | Alleanza Nazionale                              |
| Elias Vacca                       | Sardegna                                     |                                                 | Partito dei Comunisti Italiani                  |
| Mario Valducci                    | Lombardia 1                                  |                                                 | Forza Italia                                    |
| Valentino Valentini               | Veneto 2                                     |                                                 | Forza Italia                                    |
| Massimo Vannucci                  | Marche                                       |                                                 | Partito Democratico                             |
| Silvia Velo                       | Toscana                                      |                                                 | Partito Democratico                             |
| Iacopo Venier                     | Liguria                                      |                                                 | Partito dei Comunisti Italiani                  |
| Michele Ventura                   | Toscana                                      |                                                 | Partito Democratico                             |
| Denis Verdini                     | Toscana                                      |                                                 | Forza Italia                                    |
| Antonio Verini                    | Abruzzo                                      |                                                 | Partito Democratico                             |
| Antonio Giuseppe Maria Verro      | Lombardia 3                                  |                                                 | Forza Italia                                    |
| Ermanno Vichi                     | Emilia-Romagna                               |                                                 | Partito Democratico                             |
| Ludovico Vico                     | Puglia                                       |                                                 | Partito Democratico                             |
| Michele Vietti                    | Piemonte 1                                   |                                                 | Unione di Centro                                |
| Riccardo Villari                  | Campania 1                                   |                                                 | Partito Democratico                             |
| Roberto Villetti                  | Sardegna                                     |                                                 | Rosa nel Pugno (SDI)                            |
| Rodolfo Giuliano Viola            | Veneto 2                                     |                                                 | Partito Democratico                             |
| Luciano Violante                  | Sicilia 2                                    |                                                 | Partito Democratico                             |
| Vincenzo Visco                    | Lombardia 1                                  |                                                 | Partito Democratico                             |
| Luigi Vitali                      | Puglia                                       |                                                 | Forza Italia                                    |
| Alfredo Vito                      | Campania 2                                   |                                                 | Forza Italia                                    |
| Elio Vito                         | Campania 1                                   |                                                 | Forza Italia                                    |
| Luca Volontè                      | Lombardia 2                                  |                                                 | Unione di Centro                                |
| Domenico Volpini                  | Lazio 1                                      |                                                 | Partito Democratico                             |
| Johann Georg Widmann              | Trentino-Alto Adige                          |                                                 | Gruppo misto/ML (SVP)                           |
| Roberto Zaccaria                  | Lombardia 1                                  |                                                 | Partito Democratico                             |
| Marco Zacchera                    | Piemonte 2                                   |                                                 | Alleanza Nazionale                              |
| Luana Zanella                     | Veneto 1                                     |                                                 | Federazione dei Verdi                           |
| Valter Zanetta                    | Piemonte 2                                   |                                                 | Forza Italia                                    |
| Katia Zanotti                     | Emilia-Romagna                               |                                                 | Partito Democratico                             |
| Karl Zeller                       | Trentino-Alto Adige                          |                                                 | Gruppo misto/ML (SVP)                           |
| Domenico Zinzi                    | Campania 2                                   |                                                 | Unione di Centro                                |
| Maurizio Zipponi                  | Lombardia 2                                  |                                                 | Partito della Rifondazione Comunista            |
| Marino Zorzato                    | Veneto 1                                     |                                                 | Forza Italia                                    |
| Angelo Zucchi                     | Lombardia 3                                  |                                                 | Partito Democratico                             |
| Massimo Zunino                    | Liguria                                      |                                                 | Partito Democratico                             |

## Deputati surroganti proclamati ad inizio legislatura
| Lista    | Surrogato                 | Opzione                   | Surrogante                        | Circoscrizione        |
| -------- | ------------------------- | ------------------------- | --------------------------------- | --------------------- |
| L'Ulivo  | Romano Prodi              | Emilia-Romagna            | Mario Barbi                       | Piemonte 2            |
| L'Ulivo  | Romano Prodi              | Emilia-Romagna            | Roberto Zaccaria                  | Lombardia 1           |
| L'Ulivo  | Romano Prodi              | Emilia-Romagna            | Federico Testa                    | Veneto 1              |
| L'Ulivo  | Romano Prodi              | Emilia-Romagna            | Cesare De Piccoli                 | Veneto 2              |
| L'Ulivo  | Romano Prodi              | Emilia-Romagna            | Alberto Stramaccioni              | Umbria                |
| L'Ulivo  | Romano Prodi              | Emilia-Romagna            | Renato Galeazzi                   | Marche                |
| L'Ulivo  | Romano Prodi              | Emilia-Romagna            | Sesa Amici                        | Lazio 2               |
| L'Ulivo  | Romano Prodi              | Emilia-Romagna            | Massimo Cialente                  | Abruzzo               |
| L'Ulivo  | Romano Prodi              | Emilia-Romagna            | Roberto Ruta                      | Molise                |
| L'Ulivo  | Romano Prodi              | Emilia-Romagna            | Arturo Scotto                     | Campania 1            |
| L'Ulivo  | Romano Prodi              | Emilia-Romagna            | Giorgio Carta                     | Basilicata            |
| L'Ulivo  | Romano Prodi              | Emilia-Romagna            | Francesco Laratta                 | Calabria              |
| L'Ulivo  | Romano Prodi              | Emilia-Romagna            | Francesco Piro                    | Sicilia 1             |
| L'Ulivo  | Romano Prodi              | Emilia-Romagna            | Cinzia Dato                       | Sicilia 2             |
| L'Ulivo  | Rosy Bindi                | Toscana                   | Marco Calgaro                     | Piemonte 1            |
| L'Ulivo  | Rosy Bindi                | Toscana                   | Ivano Strizzolo                   | Friuli-Venezia Giulia |
| L'Ulivo  | Francesco Rutelli         | Lazio 1                   | Fabio Baratella                   | Veneto 1              |
| L'Ulivo  | Francesco Rutelli         | Lazio 1                   | Marilena Samperi                  | Sicilia 2             |
| L'Ulivo  | Massimo D'Alema           | Puglia                    | Bruno Cesario                     | Campania 1            |
| L'Ulivo  | Massimo D'Alema           | Puglia                    | Raffaele Aurisicchio              | Campania 2            |
| L'Ulivo  | Piero Fassino             |                           | Lino Duilio                       | Lombardia 1           |
| L'Ulivo  | Dario Franceschini        | Emilia-Romagna            | Luciano Pettinari                 | Lombardia 2           |
| L'Ulivo  | Pier Luigi Bersani        | Emilia-Romagna            | Rodolfo Giuliano Viola            | Veneto 2              |
| L'Ulivo  | Paolo Gentiloni           | Lazio 1                   | Giuseppe Giulietti                | Piemonte 2            |
| L'Ulivo  | Maurizio Migliavacca      | Emilia-Romagna            | Lucia Codurelli                   | Lombardia 2           |
| L'Ulivo  | Giuseppe Fioroni          | Lazio 2                   | Giuseppina Servodio               | Puglia                |
| L'Ulivo  | Ermete Realacci           | Toscana                   | Aleandro Longhi                   | Liguria               |
| L'Ulivo  | Barbara Pollastrini       | Lombardia 1               | Sandra Cioffi                     | Lombardia 3           |
| L'Ulivo  | Cesare De Piccoli         | Veneto 2                  | Sandro Gozi                       | Veneto 1              |
| L'Ulivo  | Leone Zappia              | [Deceduto]                | Maria Grazia Laganà               | Calabria              |
| FI       | Silvio Berlusconi         | Campania 1                | Osvaldo Napoli                    | Piemonte 1            |
| FI       | Silvio Berlusconi         | Campania 1                | Franco Stradella                  | Piemonte 2            |
| FI       | Silvio Berlusconi         | Campania 1                | Valentina Aprea                   | Lombardia 1           |
| FI       | Silvio Berlusconi         | Campania 1                | Paolo Uggè                        | Lombardia 2           |
| FI       | Silvio Berlusconi         | Campania 1                | Chiara Moroni                     | Lombardia 3           |
| FI       | Silvio Berlusconi         | Campania 1                | Michaela Biancofiore              | Trentino-Alto Adige   |
| FI       | Silvio Berlusconi         | Campania 1                | Giuseppe Fini                     | Veneto 1              |
| FI       | Silvio Berlusconi         | Campania 1                | Maurizio Paniz                    | Veneto 2              |
| FI       | Silvio Berlusconi         | Campania 1                | Vanni Lenna                       | Friuli-Venezia Giulia |
| FI       | Silvio Berlusconi         | Campania 1                | Gabriella Mondello                | Liguria               |
| FI       | Silvio Berlusconi         | Campania 1                | Sergio Pizzolante                 | Emilia-Romagna        |
| FI       | Silvio Berlusconi         | Campania 1                | Luigi Fabbri                      | Toscana               |
| FI       | Silvio Berlusconi         | Campania 1                | Luciano Rossi                     | Umbria                |
| FI       | Silvio Berlusconi         | Campania 1                | Simone Baldelli                   | Marche                |
| FI       | Silvio Berlusconi         | Campania 1                | Francesco Giro                    | Lazio 1               |
| FI       | Silvio Berlusconi         | Campania 1                | Antonello Iannarilli              | Lazio 2               |
| FI       | Silvio Berlusconi         | Campania 1                | Giovanni Ricevuto                 | Abruzzo               |
| FI       | Silvio Berlusconi         | Campania 1                | Enrico La Loggia                  | Molise                |
| FI       | Silvio Berlusconi         | Campania 1                | Francesco Brusco                  | Campania 2            |
| FI       | Silvio Berlusconi         | Campania 1                | Luigi Lazzari                     | Puglia                |
| FI       | Silvio Berlusconi         | Campania 1                | Egidio Ponzo                      | Basilicata            |
| FI       | Silvio Berlusconi         | Campania 1                | Luigi Fedele                      | Calabria              |
| FI       | Silvio Berlusconi         | Campania 1                | Antonino Mormino                  | Sicilia 1             |
| FI       | Silvio Berlusconi         | Campania 1                | Riccardo Minardo                  | Sicilia 2             |
| FI       | Silvio Berlusconi         | Campania 1                | Giovanni Marras                   | Sardegna              |
| FI       | Giulio Tremonti           | Calabria                  | Roberto Rosso                     | Piemonte 1            |
| FI       | Giulio Tremonti           | Calabria                  | Valter Zanetta                    | Piemonte 2            |
| FI       | Giulio Tremonti           | Calabria                  | Gaetano Pecorella                 | Lombardia 1           |
| FI       | Giulio Tremonti           | Calabria                  | Piero Testoni                     | Lombardia 2           |
| FI       | Giulio Tremonti           | Calabria                  | Antonio Verro                     | Lombardia 3           |
| FI       | Giulio Tremonti           | Calabria                  | Giustina Mistrello Destro         | Veneto 2              |
| FI       | Giulio Tremonti           | Calabria                  | Cesare Campa                      | Veneto 2              |
| FI       | Giulio Tremonti           | Calabria                  | Patrizia Paoletti Tangheroni      | Emilia-Romagna        |
| FI       | Sandro Bondi              | Campania 2                | Mariella Bocciardo                | Lombardia 1           |
| FI       | Sandro Bondi              | Campania 2                | Vincenzo Oliva                    | Toscana               |
| FI       | Rocco Crimi               |                           | Ugo Grimaldi                      | Sicilia 2             |
| FI       | Guido Crosetto            | Piemonte 1                | Daniele Galli                     | Piemonte 2            |
| FI       | Fabrizio Cicchitto        | Lazio 1                   | Dario Rivolta                     | Lombardia 1           |
| FI       | Elio Vito                 | Campania 1                | Paola Pelino                      | Abruzzo               |
| FI       | Antonio Martino           | Sicilia 2                 | Giorgio D'Ambrosio                | Abruzzo               |
| FI       | Gianfranco Miccichè       | Calabria                  | Giacomo Baiamonte                 | Sicilia 1             |
| FI       | Claudio Scajola           | Liguria                   | Salvatore Mazzaracchio            | Puglia                |
| AN       | Gianfranco Fini           | Emilia-Romagna            | Maurizio Leo                      | Piemonte 1            |
| AN       | Gianfranco Fini           | Emilia-Romagna            | Gianni Mancuso                    | Piemonte 2            |
| AN       | Gianfranco Fini           | Emilia-Romagna            | Paola Frassinetti                 | Lombardia 1           |
| AN       | Gianfranco Fini           | Emilia-Romagna            | Marco Airaghi                     | Lombardia 2           |
| AN       | Gianfranco Fini           | Emilia-Romagna            | Daniela Santanchè                 | Lombardia 3           |
| AN       | Gianfranco Fini           | Emilia-Romagna            | Giorgio Holzmann                  | Trentino-Alto Adige   |
| AN       | Gianfranco Fini           | Emilia-Romagna            | Giorgio Conte                     | Veneto 1              |
| AN       | Gianfranco Fini           | Emilia-Romagna            | Alberto Giorgetti                 | Veneto 2              |
| AN       | Gianfranco Fini           | Emilia-Romagna            | Manlio Contento                   | Friuli-Venezia Giulia |
| AN       | Gianfranco Fini           | Emilia-Romagna            | Eugenio Minasso                   | Liguria               |
| AN       | Gianfranco Fini           | Emilia-Romagna            | Roberto Ulivi                     | Toscana               |
| AN       | Gianfranco Fini           | Emilia-Romagna            | Domenico Benedetti Valentini      | Umbria                |
| AN       | Gianfranco Fini           | Emilia-Romagna            | Giulio Conti                      | Marche                |
| AN       | Gianfranco Fini           | Emilia-Romagna            | Giorgia Meloni                    | Lazio 1               |
| AN       | Gianfranco Fini           | Emilia-Romagna            | Guglielmo Rositani                | Lazio 2               |
| AN       | Gianfranco Fini           | Emilia-Romagna            | Carla Castellani                  | Abruzzo               |
| AN       | Gianfranco Fini           | Emilia-Romagna            | Antonio Pezzella                  | Campania 1            |
| AN       | Gianfranco Fini           | Emilia-Romagna            | Italo Bocchino                    | Campania 2            |
| AN       | Gianfranco Fini           | Emilia-Romagna            | Antonio Buonfiglio                | Puglia                |
| AN       | Gianfranco Fini           | Emilia-Romagna            | Donato Lamorte                    | Basilicata            |
| AN       | Gianfranco Fini           | Emilia-Romagna            | Angela Napoli                     | Calabria              |
| AN       | Gianfranco Fini           | Emilia-Romagna            | Giuseppe Scalia                   | Sicilia 1             |
| AN       | Gianfranco Fini           | Emilia-Romagna            | Nicola Bono                       | Sicilia 2             |
| AN       | Gianfranco Fini           | Emilia-Romagna            | Bruno Murgia                      | Sardegna              |
| AN       | Teodoro Buontempo         | Abruzzo                   | Giuseppe Consolo                  | Lazio 1               |
| AN       | Maria Ida Germontani      |                           | Pietro Armani                     | Lombardia 2           |
| AN       | Pietro Armani             |                           | Pierfrancesco Emilio Romano Gamba | Lombardia 1           |
| AN       | Maurizio Gasparri         |                           | Silvano Moffa                     | Lazio 1               |
| AN       | Ignazio La Russa          |                           | Riccardo De Corato                | Lombardia 1           |
| AN       | Adolfo Urso               |                           | Filippo Ascierto                  | Veneto 1              |
| AN       | Donato Lamorte            |                           | Francesco Proietti Cosimi         | Lazio 1               |
| AN       | Elena Donazzan            | Consiglio regionale       | Luca Bellotti                     | Veneto 1              |
| UDC      | Pier Ferdinando Casini    |                           | Michele Vietti                    | Piemonte 1            |
| UDC      | Pier Ferdinando Casini    | Teresio Delfino           | Piemonte 2                        |                       |
| UDC      | Pier Ferdinando Casini    | Riccardo Conti            | Lombardia 2                       |                       |
| UDC      | Pier Ferdinando Casini    | Pietro Marcazzan          | Lombardia 3                       |                       |
| UDC      | Pier Ferdinando Casini    | Luigi D'Agrò              | Veneto 1                          |                       |
| UDC      | Pier Ferdinando Casini    | Carlo Giovanardi          | Veneto 2                          |                       |
| UDC      | Pier Ferdinando Casini    | Angelo Compagnon          | Friuli-Venezia Giulia             |                       |
| UDC      | Pier Ferdinando Casini    | Vittorio Adolfo           | Liguria                           |                       |
| UDC      | Pier Ferdinando Casini    | Gian Luca Galletti        | Emilia-Romagna                    |                       |
| UDC      | Pier Ferdinando Casini    | Francesco Bosi            | Toscana                           |                       |
| UDC      | Pier Ferdinando Casini    | Luisa Capitanio Santolini | Umbria                            |                       |
| UDC      | Pier Ferdinando Casini    | Alessandro Forlani        | Marche                            |                       |
| UDC      | Pier Ferdinando Casini    | Luciano Ciocchetti        | Lazio 1                           |                       |
| UDC      | Pier Ferdinando Casini    | Anna Teresa Formisano     | Lazio 2                           |                       |
| UDC      | Pier Ferdinando Casini    | Rodolfo De Laurentiis     | Abruzzo                           |                       |
| UDC      | Pier Ferdinando Casini    | Ciro Alfano               | Campania 1                        |                       |
| UDC      | Pier Ferdinando Casini    | Domenico Zinzi            | Campania 2                        |                       |
| UDC      | Pier Ferdinando Casini    | Michele Tucci             | Puglia                            |                       |
| UDC      | Pier Ferdinando Casini    | Giuseppe Galati           | Calabria                          |                       |
| UDC      | Pier Ferdinando Casini    | Francesco Paolo Lucchese  | Sicilia 1                         |                       |
| UDC      | Pier Ferdinando Casini    | Giuseppe Drago            | Sicilia 2                         |                       |
| UDC      | Pier Ferdinando Casini    | Giorgio Oppi              | Sardegna                          |                       |
| UDC      | Lorenzo Cesa              |                           | Ettore Peretti                    | Veneto 1              |
| UDC      | Lorenzo Cesa              | Maurizio Ronconi          | Toscana                           |                       |
| UDC      | Lorenzo Cesa              | Armando Dionisi           | Lazio 1                           |                       |
| UDC      | Lorenzo Cesa              | Erminia Mazzoni           | Campania 2                        |                       |
| UDC      | Lorenzo Cesa              | Salvatore Greco           | Puglia                            |                       |
| UDC      | Lorenzo Cesa              | Giuseppe Ruvolo           | Sicilia 1                         |                       |
| UDC      | Lorenzo Cesa              | Giampiero D'Alia          | Sicilia 2                         |                       |
| UDC      | Lorenzo Cesa              | Antonio Mereu             | Sardegna                          |                       |
| UDC      | Luisa Capitanio Santolini |                           | Bruno Tabacci                     | Lombardia 1           |
| UDC      | Luisa Capitanio Santolini | Leonardo Martinello       | Veneto 1                          |                       |
| UDC      | Erminia Mazzoni           |                           | Cosimo Mele                       | Puglia                |
| UDC      | Carlo Giovanardi          |                           | Emerenzio Barbieri                | Emilia-Romagna        |
| LN-MPA   | Umberto Bossi             | Parlamento europeo        | Stefano Allasia                   | Piemonte 1            |
| LN-MPA   | Umberto Bossi             | Parlamento europeo        | Enrico Montani                    | Piemonte 2            |
| LN-MPA   | Umberto Bossi             | Parlamento europeo        | Massimo Garavaglia                | Lombardia 1           |
| LN-MPA   | Umberto Bossi             | Parlamento europeo        | Lorenzo Bodega                    | Lombardia 2           |
| LN-MPA   | Umberto Bossi             | Parlamento europeo        | Giovanni Fava                     | Lombardia 3           |
| LN-MPA   | Umberto Bossi             | Parlamento europeo        | Alberto Filippi                   | Veneto 1              |
| LN-MPA   | Umberto Bossi             | Parlamento europeo        | Guido Dussin                      | Veneto 2              |
| LN-MPA   | Umberto Bossi             | Parlamento europeo        | Marco Pottino                     | Friuli-Venezia Giulia |
| LN-MPA   | Umberto Bossi             | Parlamento europeo        | Gianluca Pini                     | Emilia-Romagna        |
| PRC      | Fausto Bertinotti         |                           | Daniele Farina                    | Lombardia 1           |
| PRC      | Fausto Bertinotti         | Maurizio Zipponi          | Lombardia 2                       |                       |
| PRC      | Fausto Bertinotti         | Alberto Burgio            | Lombardia 3                       |                       |
| PRC      | Fausto Bertinotti         | Paolo Cacciari            | Veneto 2                          |                       |
| PRC      | Fausto Bertinotti         | Sabina Siniscalchi        | Friuli-Venezia Giulia             |                       |
| PRC      | Fausto Bertinotti         | Sergio Olivieri           | Liguria                           |                       |
| PRC      | Fausto Bertinotti         | Donatella Mungo           | Emilia-Romagna                    |                       |
| PRC      | Fausto Bertinotti         | Mario Ricci               | Toscana                           |                       |
| PRC      | Fausto Bertinotti         | Alì Rashid                | Umbria                            |                       |
| PRC      | Fausto Bertinotti         | Andrea Ricci              | Marche                            |                       |
| PRC      | Fausto Bertinotti         | Maria Cristina Perugia    | Lazio 1                           |                       |
| PRC      | Fausto Bertinotti         | Elettra Deiana            | Lazio 2                           |                       |
| PRC      | Fausto Bertinotti         | Maurizio Acerbo           | Abruzzo                           |                       |
| PRC      | Fausto Bertinotti         | Salvatore Iacomino        | Campania 1                        |                       |
| PRC      | Fausto Bertinotti         | Gennaro Migliore          | Campania 2                        |                       |
| PRC      | Fausto Bertinotti         | Donatella Duranti         | Puglia                            |                       |
| PRC      | Fausto Bertinotti         | Angela Lombardi           | Basilicata                        |                       |
| PRC      | Fausto Bertinotti         | Antonello Falomi          | Calabria                          |                       |
| PRC      | Fausto Bertinotti         | Daniela Dioguardi         | Sicilia 1                         |                       |
| PRC      | Fausto Bertinotti         | Francesco Forgione        | Sicilia 2                         |                       |
| PRC      | Fausto Bertinotti         | Luigi Cogodi              | Sardegna                          |                       |
| PRC      | Patrizia Sentinelli §     |                           | Massimiliano Smeriglio            | Lazio 1               |
| PdCI     | Oliviero Diliberto        |                           | Katia Bellillo                    | Piemonte 1            |
| PdCI     | Oliviero Diliberto        | Silvio Crapolicchio       | Piemonte 2                        |                       |
| PdCI     | Oliviero Diliberto        | Cosimo Sgobio             | Lombardia 1                       |                       |
| PdCI     | Oliviero Diliberto        | Gianni Pagliarini         | Lombardia 2                       |                       |
| PdCI     | Oliviero Diliberto        | Iacopo Venier             | Liguria                           |                       |
| PdCI     | Oliviero Diliberto        | Roberto Soffritti         | Emilia-Romagna                    |                       |
| PdCI     | Oliviero Diliberto        | Severino Galante          | Toscana                           |                       |
| PdCI     | Oliviero Diliberto        | Rosalba Cesini            | Marche                            |                       |
| PdCI     | Oliviero Diliberto        | Luigi Cancrini            | Lazio 1                           |                       |
| PdCI     | Oliviero Diliberto        | Nicola Tranfaglia         | Campania 1                        |                       |
| PdCI     | Oliviero Diliberto        | Giacomo De Angelis        | Campania 2                        |                       |
| PdCI     | Oliviero Diliberto        | Francesco Napoletano      | Puglia                            |                       |
| PdCI     | Oliviero Diliberto        | Ferdinando Pignataro      | Calabria                          |                       |
| PdCI     | Oliviero Diliberto        | Orazio Licandro           | Sicilia 2                         |                       |
| PdCI     | Oliviero Diliberto        | Elias Vacca               | Sardegna                          |                       |
| IdV      | Antonio Di Pietro         |                           | Luciano D'Ulizia                  | Lombardia 2           |
| IdV      | Antonio Di Pietro         | Antonio Borghesi          | Veneto 1                          |                       |
| IdV      | Antonio Di Pietro         | Giuseppe Astore           | Emilia-Romagna                    |                       |
| IdV      | Antonio Di Pietro         | Fabio Evangelisti         | Toscana                           |                       |
| IdV      | Antonio Di Pietro         | Federica Rossi Gasparrini | Lazio 1                           |                       |
| IdV      | Antonio Di Pietro         | Carlo Costantini          | Abruzzo                           |                       |
| IdV      | Antonio Di Pietro         | Giuseppe Ossorio          | Campania 1                        |                       |
| IdV      | Antonio Di Pietro         | Americo Porfidia          | Campania 2                        |                       |
| IdV      | Antonio Di Pietro         | Pino Pisicchio            | Puglia                            |                       |
| IdV      | Antonio Di Pietro         | Aurelio Misiti            | Calabria                          |                       |
| IdV      | Antonio Di Pietro         | Federico Palomba          | Sardegna                          |                       |
| IdV      | Leoluca Orlando           |                           | Egidio Pedrini                    | Piemonte 2            |
| IdV      | Leoluca Orlando           | Antonio Di Pietro         | Veneto 2                          |                       |
| IdV      | Leoluca Orlando           | Salvatore Raiti           | Sicilia 2                         |                       |
| RnP      | Enrico Boselli            | Sicilia 2                 | Enrico Buemi                      | Piemonte 1            |
| RnP      | Enrico Boselli            | Sicilia 2                 | Maurizio Turco                    | Lombardia 1           |
| RnP      | Enrico Boselli            | Sicilia 2                 | Salvatore Buglio                  | Lombardia 2           |
| RnP      | Enrico Boselli            | Sicilia 2                 | Giovanni Crema                    | Veneto 1              |
| RnP      | Enrico Boselli            | Sicilia 2                 | Emma Bonino                       | Veneto 2              |
| RnP      | Enrico Boselli            | Sicilia 2                 | Lanfranco Turci                   | Toscana               |
| RnP      | Enrico Boselli            | Sicilia 2                 | Donatella Poretti                 | Puglia                |
| RnP      | Enrico Boselli            | Sicilia 2                 | Giacomo Mancini Jr.               | Calabria              |
| RnP      | Emma Bonino               |                           | Angelo Piazza                     | Emilia-Romagna        |
| RnP      | Emma Bonino               | Rapisardo Antinucci       | Lazio 1                           |                       |
| RnP      | Emma Bonino               | Gian Franco Schietroma    | Lazio 2                           |                       |
| RnP      | Emma Bonino               | Sergio D'Elia             | Campania 1                        |                       |
| RnP      | Emma Bonino               | Marco Beltrandi           | Campania 2                        |                       |
| RnP      | Emma Bonino               | Lello Di Gioia            | Puglia                            |                       |
| RnP      | Emma Bonino               | Daniele Capezzone         | Sicilia 1                         |                       |
| RnP      | Emma Bonino               | Enrico Boselli            | Sicilia 2                         |                       |
| RnP      | Emma Bonino               | Roberto Villetti          | Sardegna                          |                       |
| FdV      | Alfonso Pecoraro Scanio   |                           | Giuseppe Trepiccione              | Piemonte 1            |
| FdV      | Alfonso Pecoraro Scanio   | Camillo Piazza            | Lombardia 2                       |                       |
| FdV      | Alfonso Pecoraro Scanio   | Grazia Francescato        | Friuli-Venezia Giulia             |                       |
| FdV      | Alfonso Pecoraro Scanio   | Paolo Cento               | Emilia-Romagna                    |                       |
| FdV      | Alfonso Pecoraro Scanio   | Tana De Zulueta           | Toscana                           |                       |
| FdV      | Alfonso Pecoraro Scanio   | Marco Lion                | Marche                            |                       |
| FdV      | Alfonso Pecoraro Scanio   | Angelo Bonelli            | Lazio 1                           |                       |
| FdV      | Alfonso Pecoraro Scanio   | Tommaso Pellegrino        | Campania 1                        |                       |
| FdV      | Alfonso Pecoraro Scanio   | Stefano Boco              | Calabria                          |                       |
| FdV      | Alfonso Pecoraro Scanio   | Massimo Fundarò           | Sicilia 1                         |                       |
| FdV      | Gianfranco Bettin         | Consiglio regionale       | Luana Zanella                     | Veneto 1              |
| DCA-NPSI | Gianni De Michelis        | Parlamento europeo        | Lucio Barani                      | Toscana               |

## Modifiche intervenute

### Modifiche intervenute nella composizione della Camera
| Uscente                | Subentrante        | Lista          | Data       |
| ---------------------- | ------------------ | -------------- | ---------- |
| Marco Cappato          | Bruno Mellano      | Rosa nel Pugno | 23.05.2006 |
| Maria Letizia De Torre | Mauro Betta        | L'Ulivo        | 06.06.2006 |
| Miloš Budin            | Giovanni Cuperlo   | L'Ulivo        | 06.06.2006 |
| Giorgio Calò           | Stefano Pedica     | IdV            | 06.06.2006 |
| Patrizia Sentinelli    | Gino Sperandio     | PRC            | 06.06.2006 |
| Paolo Ferrero          | Anna Maria Cardano | PRC            | 06.06.2006 |
| Alfonso Gianni         | Ezio Locatelli     | PRC            | 06.06.2006 |
| Carlo Monguzzi         | Roberto Poletti    | FdV            | 06.06.2006 |
| Nicola Adamo           | Francesco Amendola | L'Ulivo        | 28.06.2006 |
| Mimmo Lomelo           | Paola Balducci     | FdV            | 04.07.2006 |
| Giovanni Di Mauro      | Pietro Rao         | MpA            | 17.07.2006 |
| Nicola Leanza          | Sebastiano Neri    | MpA            | 19.07.2006 |
| Antonio Verini         | Giorgio D'Ambrosio | L'Ulivo        | 19.09.2006 |
| Gianfranco Micciché    | Ida D'Ippolito     | FI             | 27.09.2006 |
| Cesare Previti         | Angelo Santori     | FI             | 31.07.2007 |

### Modifiche intervenute nella composizione dei gruppi
L'Ulivo
- Ad inizio legislatura non aderiscono al gruppo: Paolo Affronti, Sandra Cioffi, Mauro Fabris e Antonio Satta, che aderiscono all'Unione Democratici per l'Europa; Massimo Donadi, Felice Belisario e Silvana Mura, che aderiscono all'Italia dei Valori.
- Ad inizio legislatura aderiscono al gruppo Mariza Bafile, Gino Bucchino, Gianni Farina, Marco Fedi e Franco Narducci, eletti ne L'Unione (circoscrizione Esteri).
- In data 19.05.2006 lasciano il gruppo Miloš Budin, Maria Letizia De Torre e Laura Froner, che aderiscono al gruppo misto.
- In data 31.05.2006 aderisce al gruppo Laura Froner, proveniente dal gruppo misto.
- L’8.03.2007 lascia il gruppo Aleandro Longhi, che aderisce al gruppo misto.
- In data 16.05.2007 lasciano il gruppo Antonio Attili, Raffaele Aurisicchio, Fulvia Bandoli, Fabio Baratella, Gloria Buffo, Olga D'Antona, Titti Di Salvo, Marco Fumagalli, Franco Grillini, Carlo Leoni, Angelo Maria Rosario Lomaglio, Claudio Maderloni, Fabio Mussi, Marisa Nicchi, Luciano Pettinari, Antonio Rotondo, Alba Sasso, Arturo Scotto, Valdo Spini, Osvalda Trupia e Katia Zanotti, che aderiscono al gruppo Sinistra Democratica.
- In data 26.07.2007 lascia il gruppo Giorgio Carta, che aderisce al gruppo misto.
- In data 02.08.2007 lascia il gruppo Cinzia Dato, che aderisce al gruppo misto.
- In data 25.09.2007 lascia il gruppo Massimo Cialente, che aderisce al gruppo Sinistra Democratica.
- In data 27.09.2007 aderiscono al gruppo Giuseppe Ossorio e Salvatore Raiti, provenienti dall'Italia dei Valori.
- In data 25.10.2007 aderisce al gruppo Salvatore Buglio, proveniente dalla Rosa nel Pugno.
- In data 07.11.2007 il gruppo assume la denominazione di Partito Democratico -L'Ulivo.
- In data 07.02.2008 lascia il gruppo Italo Tanoni, che aderisce al gruppo misto.
- In data 15.02.2008 lascia il gruppo Gerardo Bianco, che aderisce al gruppo misto.

Forza Italia
- Ad inizio legislatura non aderiscono al gruppo: Giampiero Catone e Francesco De Luca, che aderiscono al gruppo Democrazia Cristiana per le Autonomie - Nuovo PSI; Giovanni Di Mauro e Nicola Leanza, che aderiscono al Movimento per l'Autonomia; Giorgio La Malfa e Francesco Nucara (Partito Repubblicano Italiano), che aderiscono al gruppo misto. Il gruppo, altresì, include Chiara Moroni e Giovanni Ricevuto, esponenti del Nuovo PSI.
- In data 20.07.2006 lascia il gruppo Giovanni Ricevuto, che aderisce al gruppo misto.
- In data 20.09.2007 lascia il gruppo Riccardo Minardo, che aderisce al gruppo misto.
- In data 19.11.2007 aderisce al gruppo Marco Pottino, proveniente dal gruppo misto.
- In data 04.02.2008 lasciano il gruppo Ferdinando Adornato e Angelo Sanza, che aderiscono all'Unione dei Democratici Cristiani e di Centro.

Alleanza Nazionale
- In data 19.07.2007 lascia il gruppo Roberto Salerno, che aderisce al gruppo misto.
- In data 30.07.2007 lascia il gruppo Teodoro Buontempo, che aderisce al gruppo misto.
- In data 09.08.2007 lascia il gruppo Antonio Pezzella, che aderisce al gruppo misto.
- In data 13.11.2007 lascia il gruppo Daniela Santanchè, che aderisce a La Destra.

Rifondazione Comunista
- In data 18.12.2007 lascia il gruppo Salvatore Cannavò, che aderisce al gruppo misto.

Unione dei Democratici Cristiani e di Centro
- In data 18.10.2006 lascia il gruppo Riccardo Conti, che aderisce al gruppo misto.
- In data 28.03.2007 aderisce al gruppo Michele Pisacane, proveniente dall'Unione Democratici per l'Europa.
- In data 01.08.2007 lascia il gruppo Cosimo Mele, che aderisce al gruppo misto.
- In data 04.02.2008 aderiscono al gruppo Ferdinando Adornato e Angelo Sanza, provenienti da Forza Italia.
- In data 05.02.2007 lascia il gruppo Bruno Tabacci, che aderisce al gruppo misto.
- In data lasciano il gruppo Emerenzio Barbieri e Carlo Giovanardi, che aderiscono al gruppo misto.
- In data 21.02.2008 lascia il gruppo Francesco Paolo Lucchese, che aderisce al gruppo misto.

Lega Nord
- In data 17.04.2007 lascia il gruppo Marco Pottino, che aderisce al gruppo misto.

Italia dei Valori
- Ad inizio legislatura aderiscono al gruppo Massimo Donadi, Felice Belisario e Silvana Mura, eletti ne L'Ulivo.
- In data 25.09.2006 lascia il gruppo Federica Rossi Gasparrini, che aderisce al gruppo misto.
- In data 27.09.2007 lasciano il gruppo Giuseppe Ossorio e Salvatore Raiti, che aderiscono a L'Ulivo.

Rosa nel Pugno
- In data 26.10.2007 lascia il gruppo Salvatore Buglio, che aderisce a L'Ulivo.
- In data 07.11.2007 lascia il gruppo Daniele Capezzone, che aderisce al gruppo misto.
- In data 25.01.2008 aderisce al gruppo Mauro Del Bue, proveniente dal gruppo Democrazia Cristiana per le Autonomie-Nuovo PSI.
- In data 01.02.2008 aderiscono al gruppo Fabio Baratella, Franco Grillini e Valdo Spini, provenienti dal gruppo Socialisti per la Costituente.

Partito dei Comunisti Italiani
- In data 19.07.2007 aderisce al gruppo Aleandro Longhi, proveniente dal gruppo misto.

Federazione dei Verdi
- Ad inizio legislatura aderisce al gruppo Arnold Cassola, eletto ne L'Unione (circoscrizione Esteri).
- In data 30.10.2007 lascia il gruppo Roberto Poletti, che aderisce a Sinistra Democratica.

Unione Democratici per l'Europa
- Ad inizio legislatura aderiscono al gruppo Paolo Affronti, Sandra Cioffi, Mauro Fabris e Antonio Satta, eletti ne L'Ulivo.
- In data 25.01.2007 aderisce al gruppo Federica Rossi Gasparrini, proveniente dal gruppo misto.
- In data lascia il gruppo Michele Pisacane, che aderisce all'Unione dei Democratici Cristiani e di Centro.
- In data 21.02.2008 lascia il gruppo Federica Rossi Gasparrini, che aderisce al gruppo misto.
- In data 03.03.2008 lascia il gruppo Gino Capotosti, che aderisce al gruppo misto.
- In data 07.03.2008 lascia il gruppo Paolo Del Mese, che aderisce al gruppo misto.

Democrazia Cristiana per le Autonomie - Nuovo PSI
- Ad inizio legislatura aderiscono al gruppo Giampiero Catone e Francesco De Luca, eletti in Forza Italia.
- In data 25.01.2008 lascia il gruppo Mauro Del Bue, che aderisce alla Rosa nel Pugno.

Sinistra Democratica
- In data 16.05.2007 adeirscono al gruppo Antonio Attili, Raffaele Aurisicchio, Fulvia Bandoli, Fabio Baratella, Gloria Buffo, Olga D'Antona, Titti Di Salvo, Marco Fumagalli, Franco Grillini, Carlo Leoni, Angelo Maria Rosario Lomaglio, Claudio Maderloni, Fabio Mussi, Marisa Nicchi, Luciano Pettinari, Antonio Rotondo, Alba Sasso, Arturo Scotto, Valdo Spini, Osvalda Trupia e Katia Zanotti, provenienti da L'Ulivo.
- In data 25.09.2007 aderisce al gruppo Massimo Cialente, proveniente da L'Ulivo.
- In data 04.10.2007 lasciano il gruppo Franco Grillini e Valdo Spini, che aderiscono al gruppo misto.
- In data 30.10.2007 aderisce al gruppo Roberto Poletti, proveniente dalla Federazione dei Verdi.
- In data 30.10.2007 lascia il gruppo Fabio Baratella, che aderisce al gruppo misto.

Gruppo misto
Movimento per l'Autonomia
- Ad inizio legislatura aderiscono al gruppo Giovanni Di Mauro e Nicola Leanza, eletti in Forza Italia.
- In data 27.09.2007 aderisce al gruppo Riccardo Minardo, proveniente dal gruppo misto.

La Destra
- In data 10.09.2007 si costituisce come componente del gruppo misto a seguito dell'adesione di Teodoro Buontempo, Antonio Pezzella e Roberto Salerno, provenienti dal gruppo misto.
- In data 13.11.2007 aderisce al gruppo Daniela Santanchè, proveniente da Alleanza Nazionale.

PRI - PLI - Riformatori
- In data 16.03.2007 si costituisce come componente del gruppo misto a seguito dell'adesione di Giorgio La Malfa, Francesco Nucara e Giovanni Ricevuto, provenienti dal gruppo misto.
- In data 10.03.2008 la componente cessa: Giorgio La Malfa, Francesco Nucara e Giovanni Ricevuto aderiscono al gruppo misto.

Socialisti per la Costituente
- In data 19.11.2007 si costituisce come componente del gruppo misto a seguito dell'adesione di Fabio Baratella, Franco Grillini e Valdo Spini, provenienti dal gruppo misto.
- In data 01.02.2007 la componente cessa: Fabio Baratella, Franco Grillini e Valdo Spini aderiscono alla Rosa nel Pugno.

Non Iscritti
- Ad inizio legislatura aderiscono al gruppo: Giorgio La Malfa e Francesco Nucara (Partito Repubblicano Italiano), eletti in Forza Italia; Ricardo Antonio Merlo, eletto nella lista Associazioni Italiane in Sud America (circoscrizione Esteri).
- In data 19.05.2006 aderiscono al gruppo Miloš Budin, Maria Letizia De Torre e Laura Froner, provenienti da L'Ulivo.
- In data 31.05.2006 lascia il gruppo Laura Froner, che aderisce a L'Ulivo.
- In data 20.07.2006 aderisce al gruppo Giovanni Ricevuto, proveniente da Forza Italia.
- In data 15.09.2006 aderisce al gruppo Federica Rossi Gasparrini, proveniente dall'Italia dei Valori.
- In data 18.10.2006 aderisce al gruppo Riccardo Conti, proveniente dall'Unione dei Democratici Cristiani e di Centro.
- In data 27.01.2007 lascia il gruppo Federica Rossi Gasparrini, che aderisce all'Unione Democratici per l'Europa.
- L’8.03.2007 aderisce al gruppo Aleandro Longhi, proveniente da L'Ulivo.
- L’8.03.2007 lasciano il gruppo Giorgio La Malfa, Francesco Nucara e Giovanni Ricevuto, che aderiscono al gruppo PRI-PLI-Riformatori.
- In data 17.04.2007 aderisce al gruppo Marco Pottino, proveniente dalla Lega Nord.
- In data 19.07.2007 aderisce al gruppo Roberto Salerno, proveniente da Alleanza Nazionale.
- In data 19.07.2007 lascia il gruppo Aleandro Longhi, che aderisce al Partito dei Comunisti Italiani.
- In data 26.07.2007 aderisce al gruppo Giorgio Carta, proveniente da L'Ulivo.
- In data aderisce al gruppo Teodoro Buontempo, proveniente da Alleanza Nazionale.
- In data 01.08.2007 aderisce al gruppo Cosimo Mele, proveniente dall'Unione dei Democratici Cristiani e di Centro.
- In data 02.08.2007 lascia il gruppo Cinzia Dato, proveniente da L'Ulivo.
- In data 09.08.2007 aderisce al gruppo Antonio Pezzella, proveniente da Alleanza Nazionale.
- In data 20.09.2007 aderisce al gruppo Riccardo Minardo, proveniente da Forza Italia.
- In data 27.09.2007 lascia il gruppo Riccardo Minardo, che aderisce al Movimento per l'Autonomia.
- In data 04.10.2007 aderiscono al gruppo Franco Grillini e Valdo Spini, provenienti da Sinistra Democratica.
- In data 30.10.2007 aderisce al gruppo Fabio Baratella, proveniente da Sinistra Democratica.
- In data 07.11.2007 aderisce al gruppo Daniele Capezzone, proveniente dalla Rosa nel Pugno.
- In data 19.11.2007 lascia il gruppo Marco Pottino, che aderisce a Forza Italia.
- In data 19.11.2007 lasciano il gruppo Fabio Baratella, Franco Grillini e Valdo Spini, che aderiscono al gruppo Socialisti per la Costituente.
- In data 18.12.2007 aderisce al gruppo Salvatore Cannavò, proveniente da Rifondazione Comunista.
- In data 05.02.2008 aderisce al gruppo Bruno Tabacci, proveniente dall'Unione dei Democratici Cristiani e di Centro.
- In data 06.02.2008 aderiscono al gruppo Emerenzio Barbieri e Carlo Giovanardi, provenienti dall'Unione dei Democratici Cristiani e di Centro.
- In data 07.02.2007 lascia il gruppo Italo Tanoni, proveniente dal Partito Democratico - L'Ulivo.
- In data 15.02.2008 aderisce al gruppo Gerardo Bianco, proveniente dal Partito Democratico - L'Ulivo.
- In data 10.03.2008 aderiscono al gruppo Giorgio La Malfa, Francesco Nucara e Giovanni Ricevuto, provenienti dal gruppo PRI-PLI-Riformatori.
- In data 21.02.2008 aderisce al gruppo Federica Rossi Gasparrini, proveniente dall'Unione Democratici per l'Europa
- In data 21.02.2008 aderisce al gruppo Francesco Paolo Lucchese, proveniente dall'Unione dei Democratici Cristiani e di Centro.
- In data 03.03.2008 aderisce al gruppo Gino Capotosti, proveniente dall'Unione Democratici per l'Europa.
- In data 07.03.2008 aderisce al gruppo Paolo Del Mese, proveniente dall'Unione Democratici per l'Europa.